# Papeete
Papeete (prononcé en français : /pa.pe.e.te/ ; en tahitien : Pape’ete, /pa.pe.ʔe.te/) est une commune et le chef-lieu de la Polynésie française, situé sur l'île de Tahiti. La conurbation Papeete-Faaa est la deuxième ville francophone d'Océanie après Nouméa.
En tant que capitale de collectivité d'outre-mer, elle regroupe ses principales institutions telles que le Haut-commissariat, le gouvernement de la Polynésie française avec son président, l'Assemblée de la Polynésie française, ainsi que le Conseil économique, social et culturel.
S'y trouvent également les grandes infrastructures de la Polynésie française telles que le port autonome de Papeete, les dépôts de carburant, le centre hospitalier territorial, les cliniques privées et l'essentiel des infrastructures industrielles et économiques, ainsi que les institutions bancaires et financières.

## Géographie

### Situation
La commune est située dans le nord-ouest de Tahiti, l'île principale de l'archipel de la Société, dans l'océan Pacifique.
Papeete est entourée par les communes de :

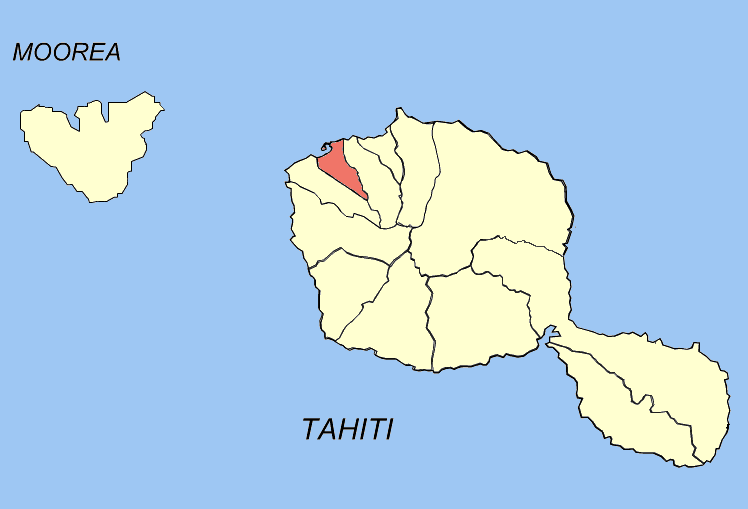
Localisation de la commune de Papeete.

- Pirae à l'est ;
- Faaa à l'ouest.

|      | Océan Pacifique |       |
| Faaa | Papeete         | Pirae |
|      |                 |       |

### Voies de communication et transports

#### Réseau routier
Le centre de la ville est accessible par la route côtière, faisant le tour de Tahiti, depuis Faaa et Mahina. Plusieurs routes partent de Papeete, pour rejoindre le centre de l'île, par le fond des vallées, dont la route de la vallée de la Fautaua (en) ou la route de Fautaua-Titioro.

#### Réseau ferroviaire
Il n'existe aucun réseau ferroviaire sur l'île de Tahiti.

#### Transports en commun
Les transports en communs sont présents à Papeete et dans une majeure partie de l'île.
Une flotte d'environ 240 bus appartenant au RTCT ( Réseau de Transports en Commun de Tahiti ) sous le nom commercial Tere Tahiti desservent une trentaine de lignes régulières et 173 lignes scolaires. Auparavant, des trucks circulaient sur les routes de Tahiti, mais ont été remplacés par les bus, plus modernes.
Le gouvernement étudie plusieurs projets pour améliorer l'efficacité des transports en commun par exemple des voies réservées aux bus ou même un tramway ou encore un téléphérique.

#### Transports maritimes

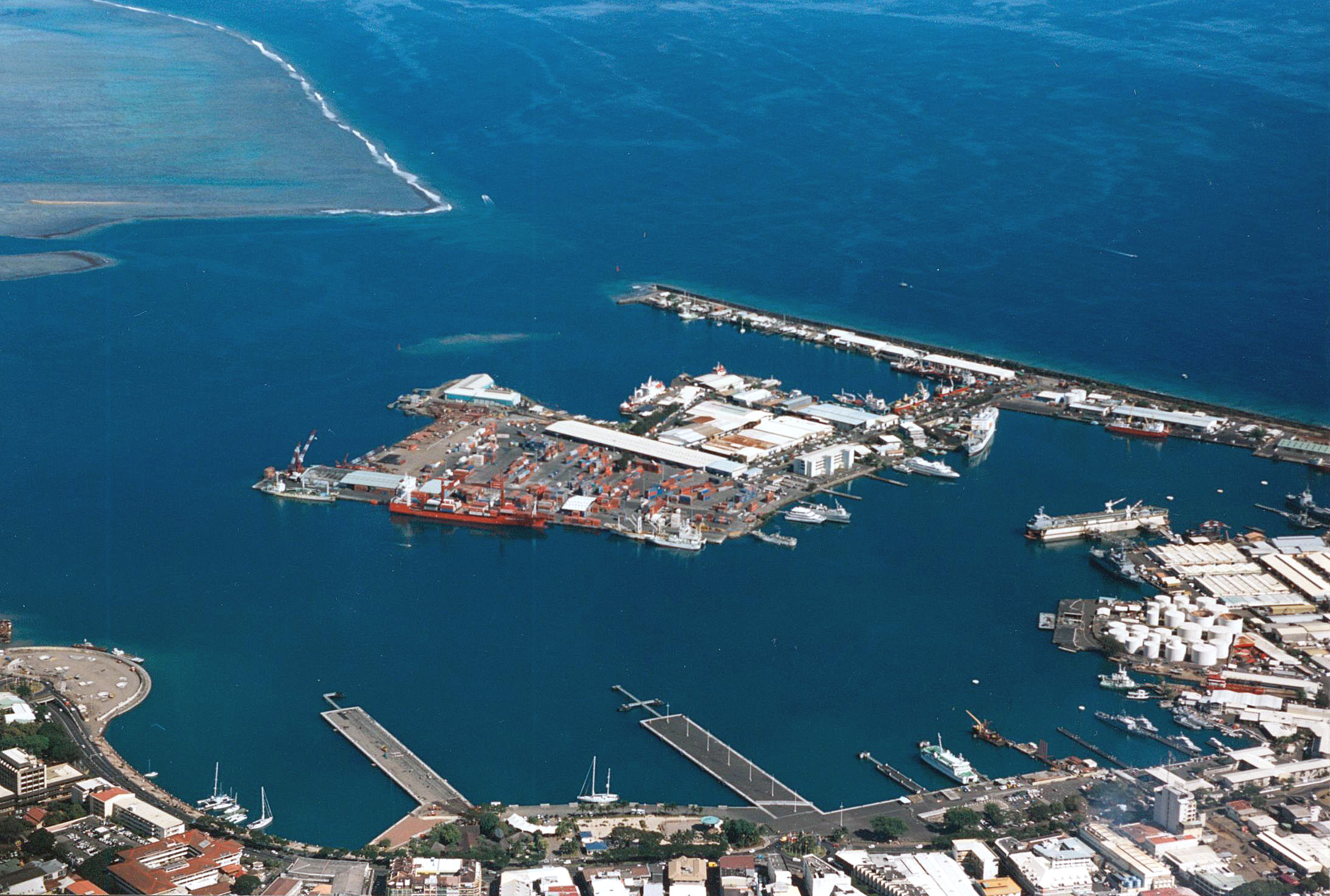
Vue aérienne du port autonome de Papeete.

Le port autonome de Papeete.

#### Transport aérien
L'aéroport international se trouve à Faaa. Il fut incendié en 1995 par des opposants à la reprise des essais nucléaires et reconstruit depuis.

### Climat
Le climat est tropical.
| Mois                                            | jan.         | fév.         | mars         | avril        | mai          | juin         | jui.       | août         | sep.         | oct.         | nov.       | déc.         | année   |
| ----------------------------------------------- | ------------ | ------------ | ------------ | ------------ | ------------ | ------------ | ---------- | ------------ | ------------ | ------------ | ---------- | ------------ | ------- |
| Température minimale moyenne (°C)               | 23           | 23,1         | 23,4         | 23,3         | 22,6         | 21,6         | 21,2       | 21,1         | 21,6         | 22,1         | 22,6       | 22,9         | 22,4    |
| Température moyenne (°C)                        | 27,1         | 27,2         | 27,6         | 27,6         | 26,8         | 25,9         | 25,6       | 25,5         | 25,9         | 26,3         | 26,6       | 26,6         | 26,6    |
| Température maximale moyenne (°C)               | 31,2         | 31,4         | 31,9         | 31,8         | 31,1         | 30,3         | 30         | 30           | 30,3         | 30,5         | 30,6       | 30,4         | 30,8    |
| Record de froid (°C) date du record             | 19,2 12.1976 | 19,2 19.1997 | 20,4 16.1990 | 20,1 29.1990 | 19,5 26.2005 | 16,9 23.1984 | 16 28.1979 | 17 06.1994   | 17 14.1996   | 16 16.1978   | 19 19.2005 | 19,4 17.1977 | 16 1979 |
| Record de chaleur (°C) date du record           | 36 14.2002   | 34,3 20.2000 | 35,3 26.2002 | 35 29.2003   | 34,5 01.2003 | 33,8 04.1998 | 33 16.2002 | 33,9 31.2002 | 33,9 27.2002 | 33,9 21.2002 | 34 26.2004 | 34,3 16.2004 | 36 2002 |
| Précipitations (mm)                             | 317,5        | 277,7        | 240,2        | 143,1        | 149,5        | 80,8         | 62,7       | 56,4         | 64,3         | 120,9        | 155,2      | 396,8        | 2 065,1 |
| dont nombre de jours avec précipitations ≥ 1 mm | 14,6         | 13,4         | 11,3         | 9,2          | 8,5          | 6            | 5,7        | 5,2          | 5,2          | 7,8          | 9,9        | 15,3         | 112,1   |

## Toponymie
Papeete (du tahitien pape : eau et ʻete : corbeille) désigne à l'origine un des quartiers de la bourgade de Nanu, situé entre le quartier Paofai et la cathédrale. Il existe plusieurs traductions de ce toponyme dans différents ouvrages : l'« eau en forme de corbeille », l'« eau de la corbeille », la « corbeille d'eau » et le « panier à eau ».
Le port de cette bourgade est connu des marins au XIXe siècle sous le nom de Wilks’ Harbour, en l’honneur de Matthew Wilks de la London Missionary Society.
L'usage impose aux francophones la prononciation tahitienne de ce nom qui distingue chaque voyelle : /papeˈʔete/.

## Histoire
La rade de Papeete a été remarquée pour son mouillage dès la découverte de l'île par les Européens, qui ont cependant d'abord utilisé la baie de Matavai plus à l'est.
La ville de Papeete n'est fondée qu'en 1818 par le missionnaire anglais William Pascoe Crook.
La reine Pōmare IV y établit sa cour en 1827. Elle devient officiellement capitale de Tahiti (et plus généralement du royaume de Tahiti) lors de l'instauration du protectorat français en 1842.
Papeete est dotée du statut de commune de plein exercice en 1890 ; jusqu'en 1945, c'est la seule existant dans les Établissements français d'Océanie.
Papeete a été bombardée le 22 septembre 1914 par les croiseurs cuirassés allemands Scharnhorst et Gneisenau lors de la bataille de Papeete pendant la Première Guerre mondiale. Tandis que des volontaires tahitiens partirent pour la métropole afin de combattre sur le front.
Lors de la Seconde Guerre mondiale, l'aviso Chevreuil, commandé par l'enseigne de vaisseau Fourlinnie, des Forces navales françaises libres, arrive de Panama le 7 octobre 1941. Il y reste un mois avant que le capitaine de frégate Cabanier ne l'envoie en Nouvelle-Calédonie sur des missions de visite et de maintien de l'ordre.
L'agglomération de Papeete connaît une croissance considérable à partir des années 1960, en raison de la construction de l'aéroport international et surtout de l'installation des organismes de direction et de nombreux personnels du Centre d'expérimentations du Pacifique. Cela occasionne aussi un afflux de travailleurs des autres îles et l'apparition de zones d'habitat précaire.

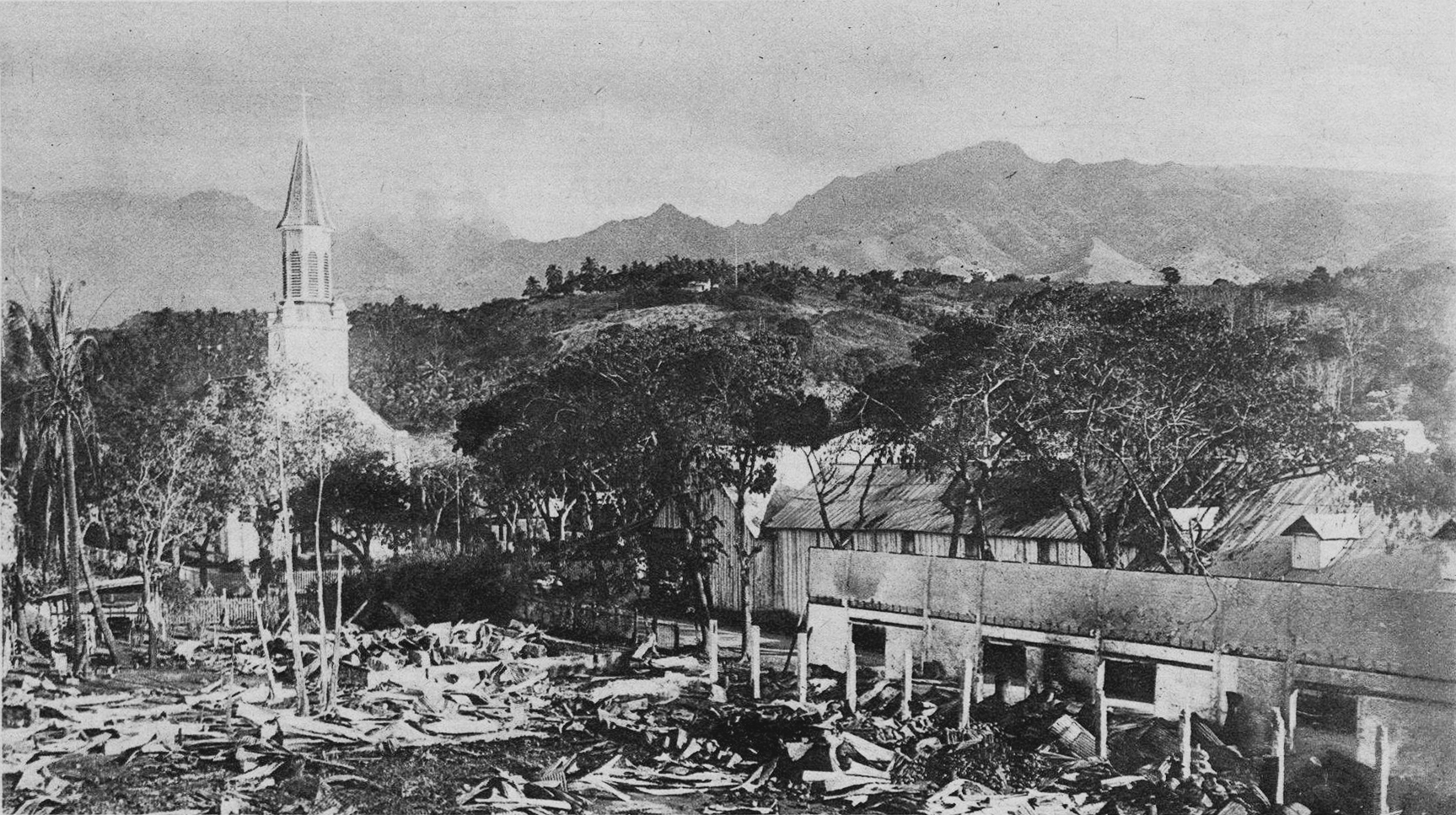
Dégâts sur la ville à la suite du bombardement allemand du 22 septembre 1914.
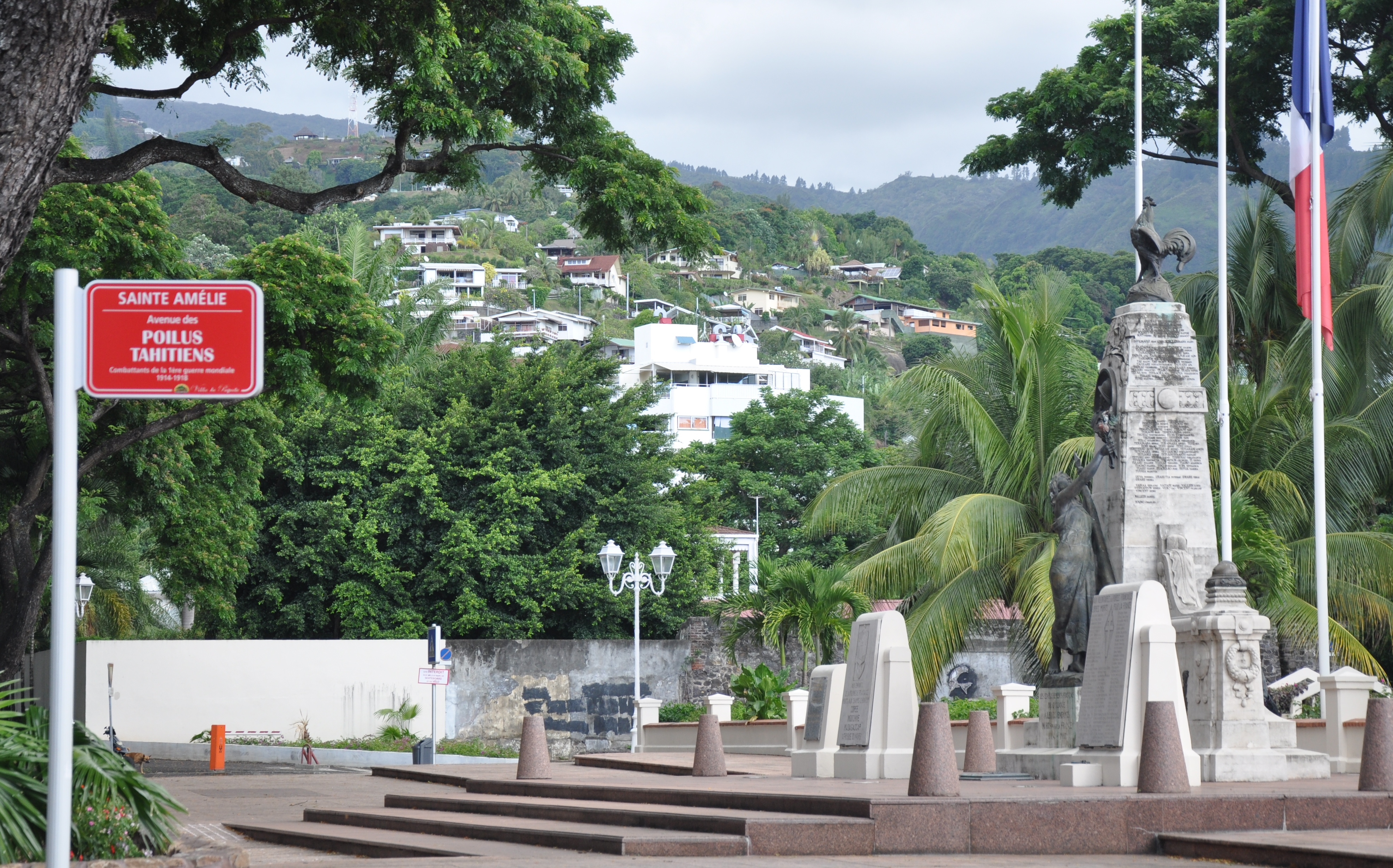
Le monument aux morts de Papeete.
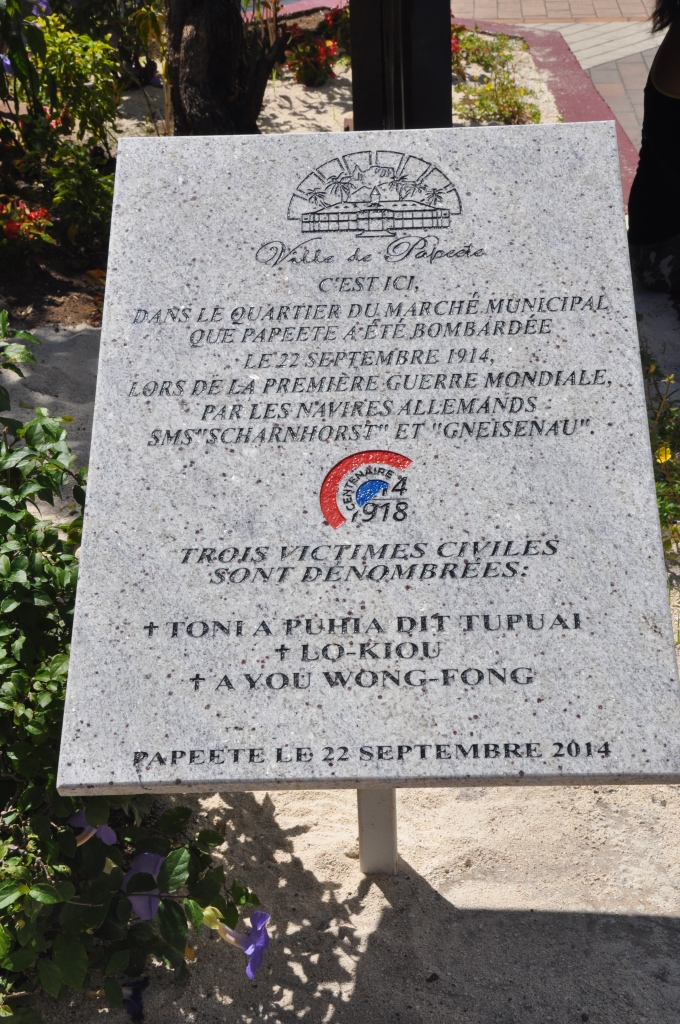
Plaque commémorative de la destruction de la ville de Papeete en 1914.
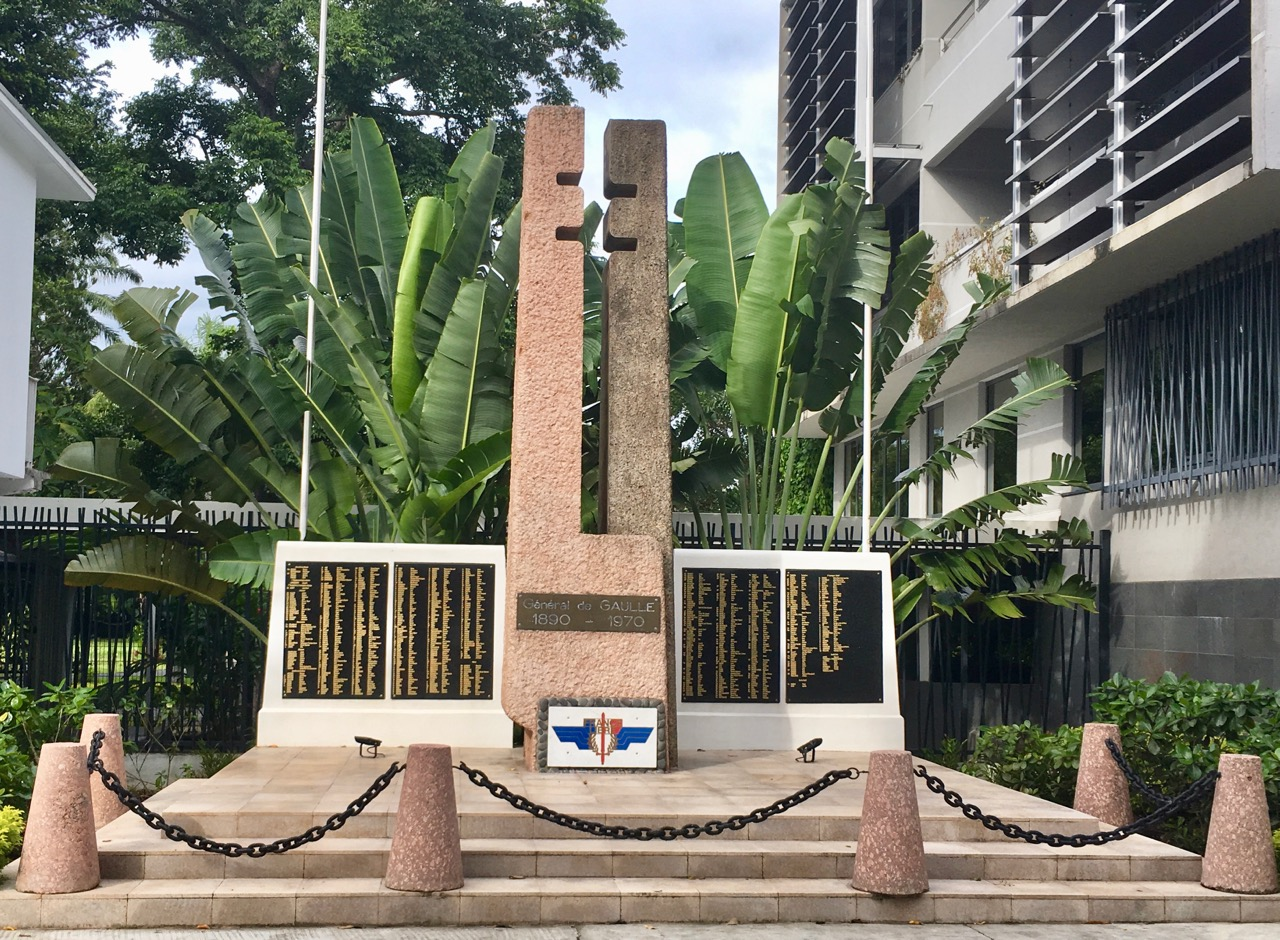
Monument Général de Gaulle à Papeete.

## Vues aériennes du port

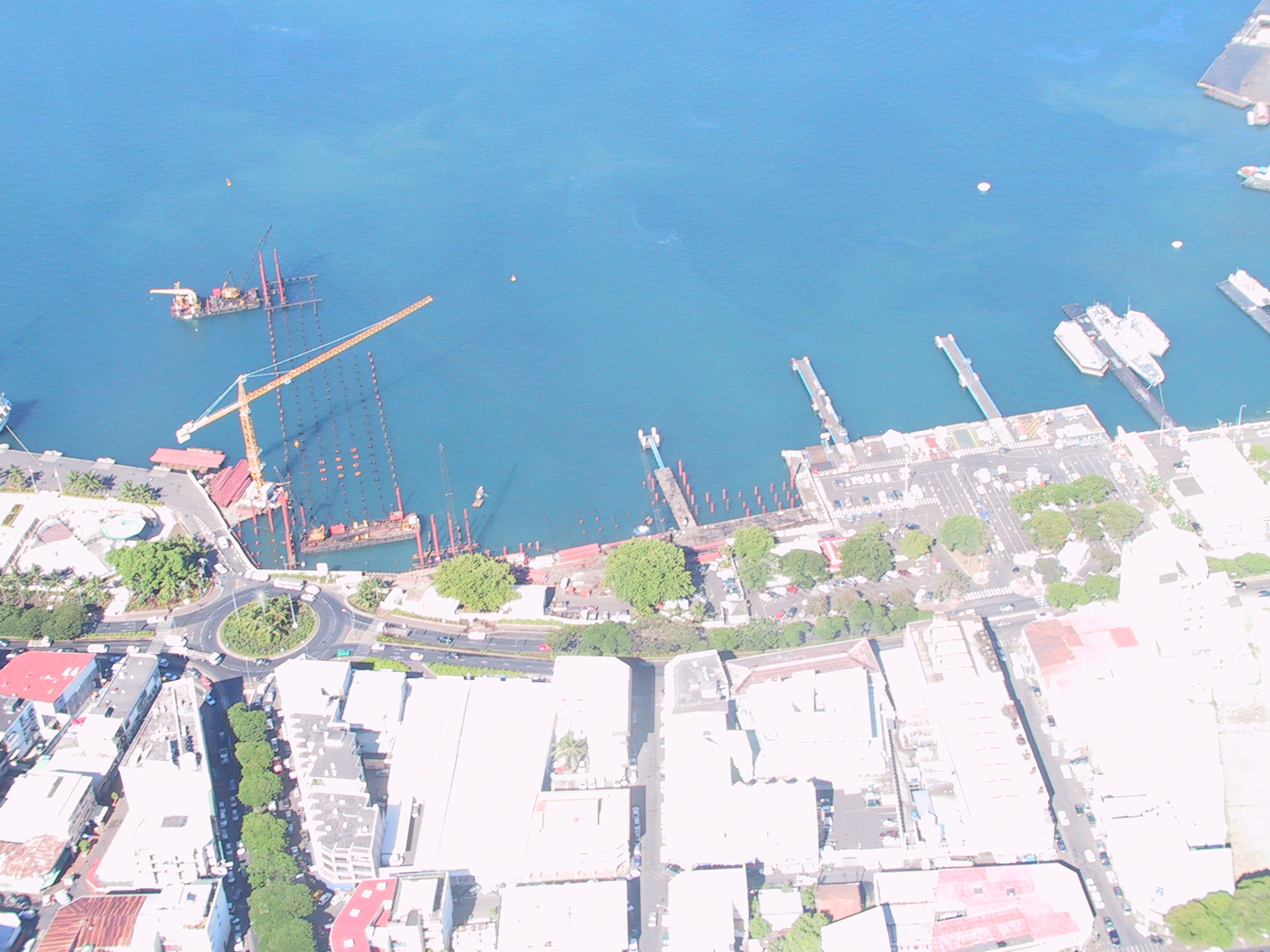
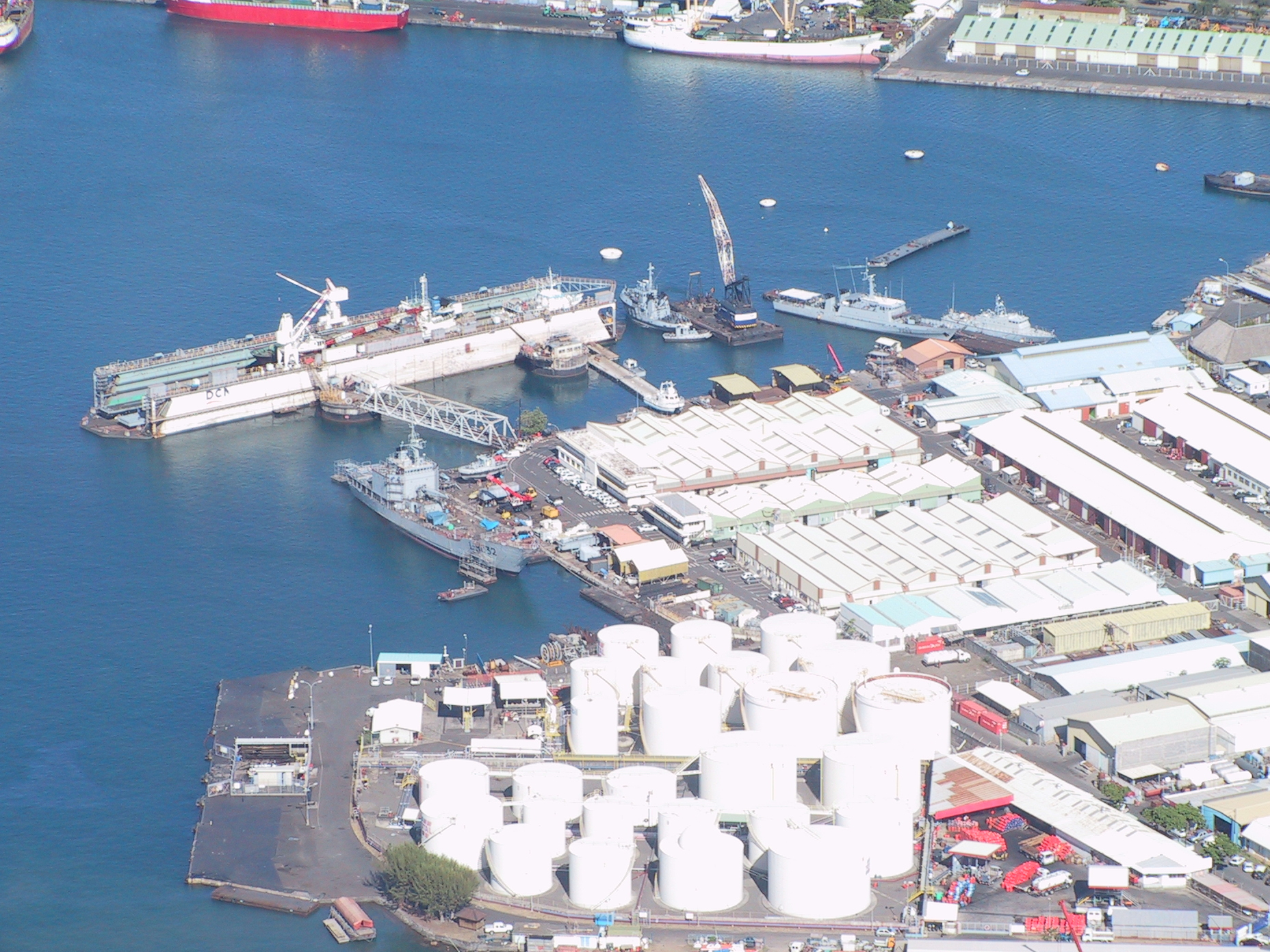
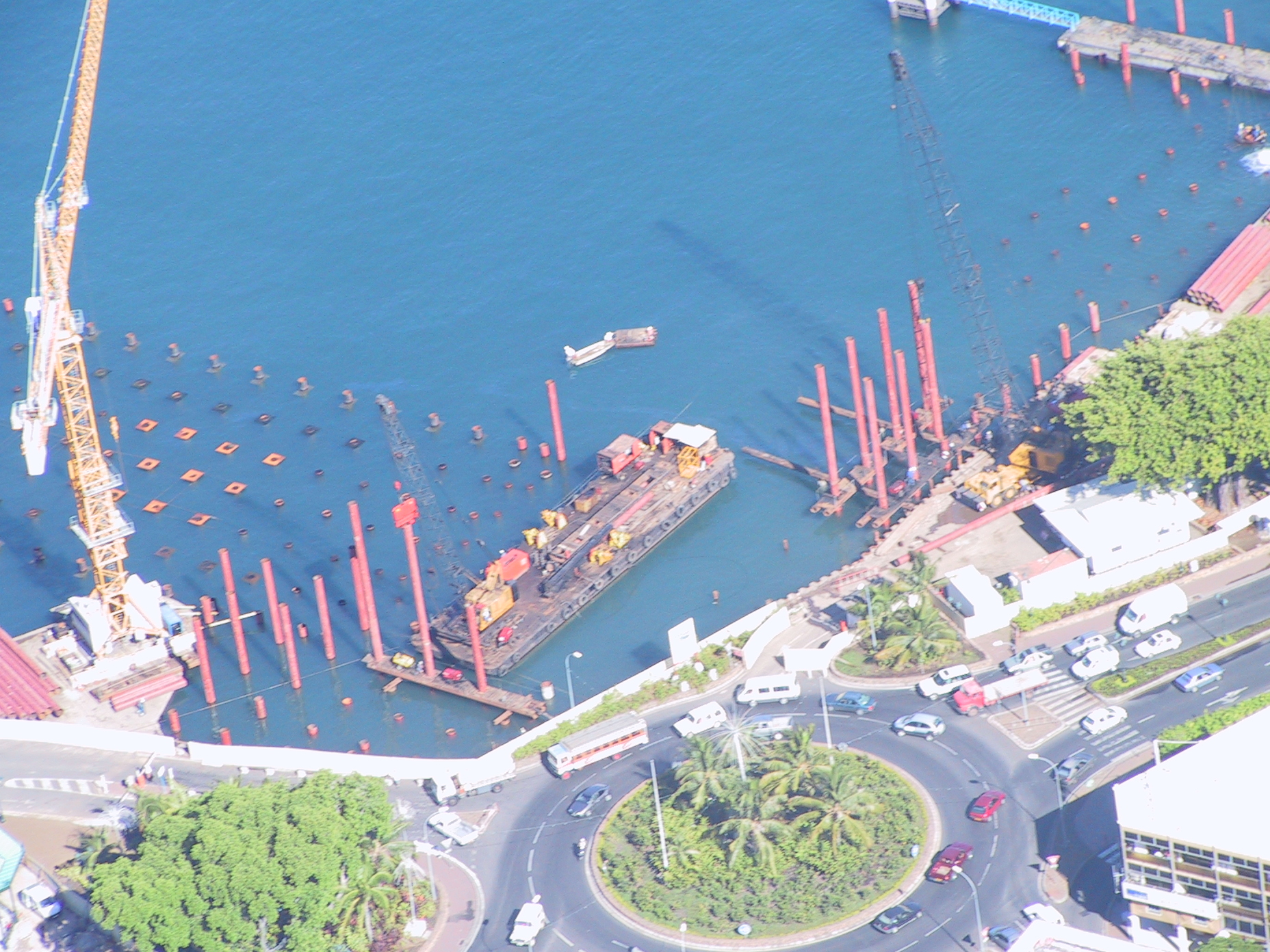
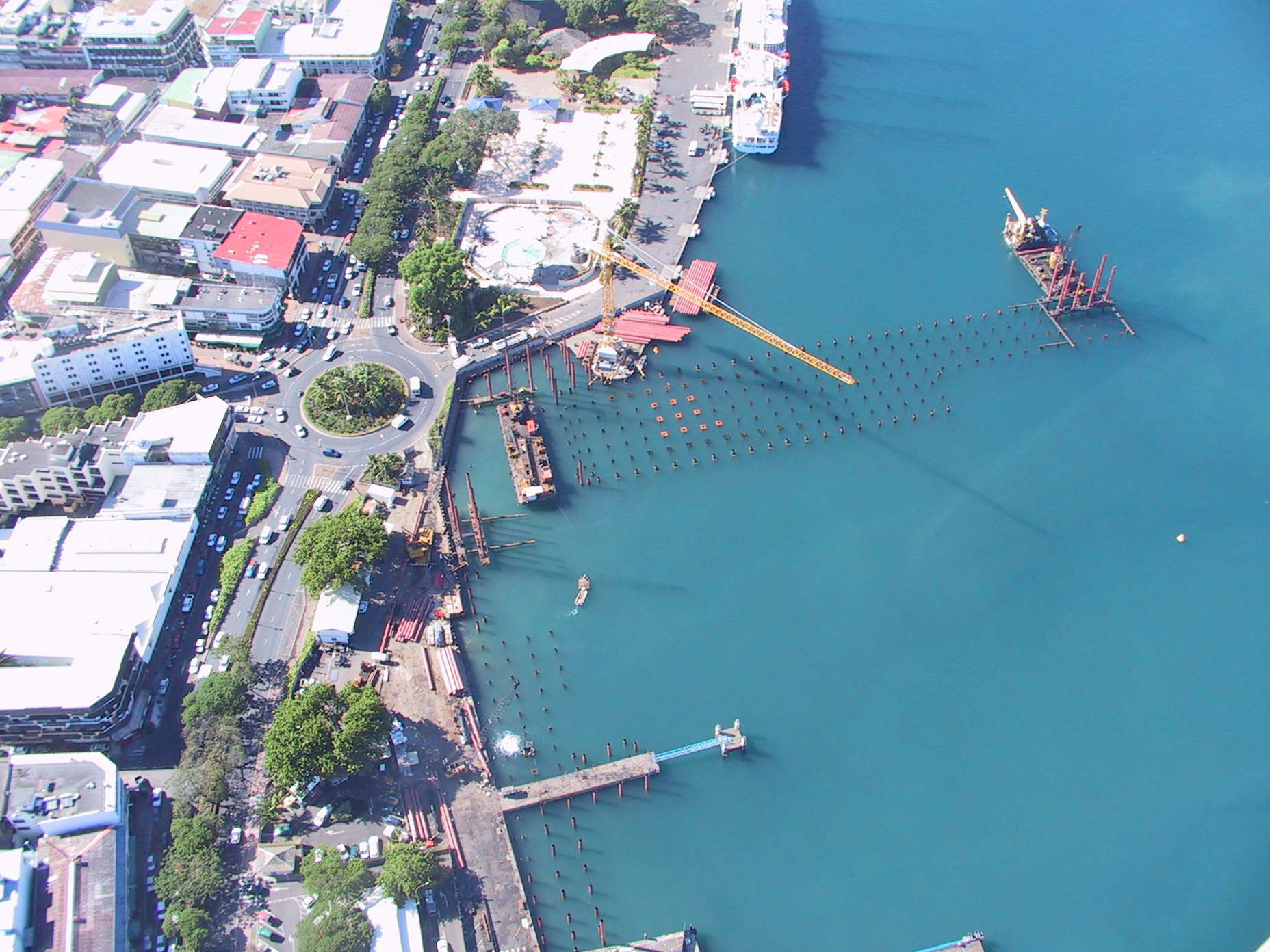

## Politique et administration

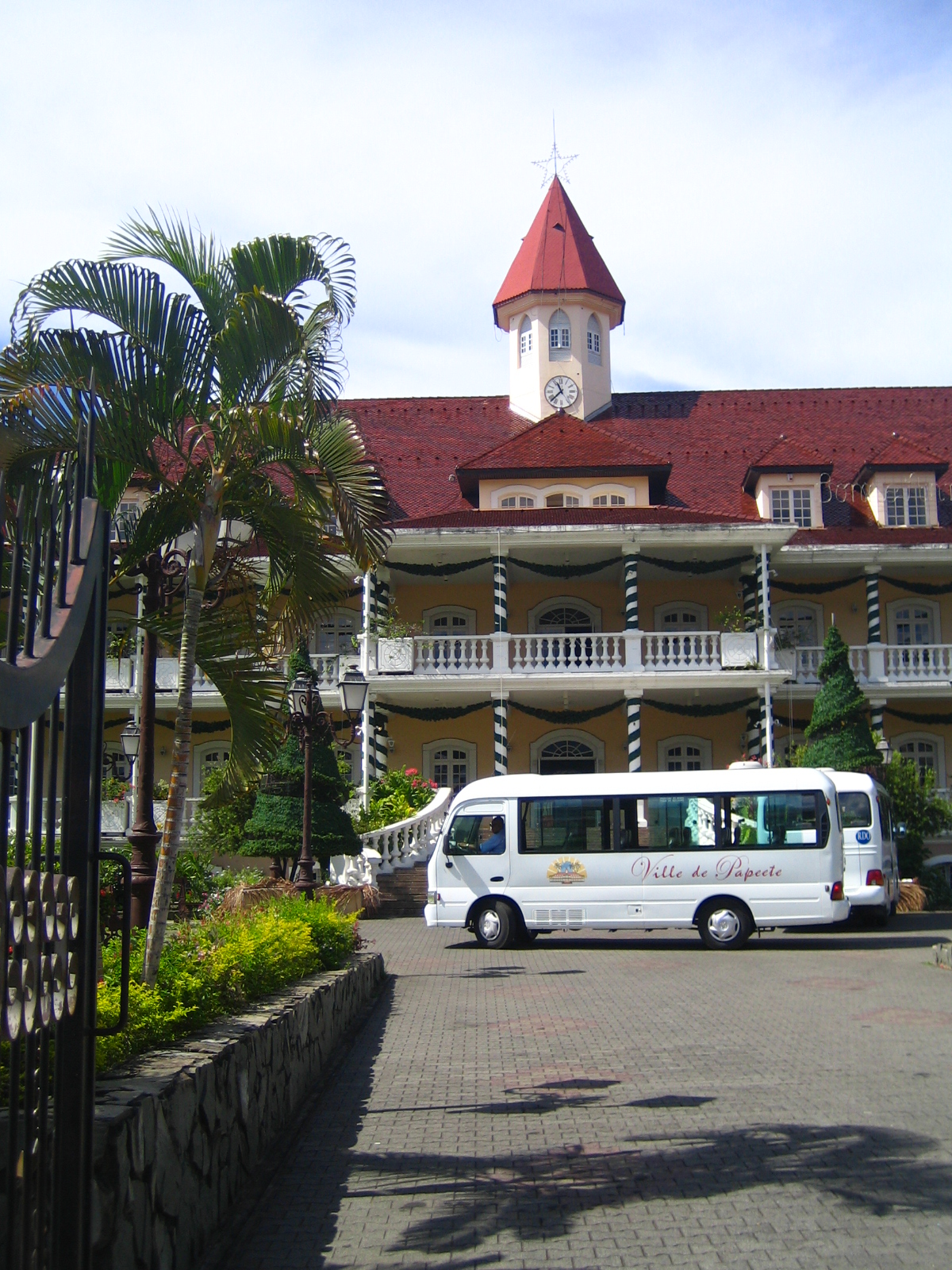
La mairie de Papeete.

### Rattachements administratifs et électoraux
Centre administratif, politique et économique de la Polynésie française, la commune est le chef-lieu de la collectivité d'outre-mer et regroupe ses principales institutions.

### Liste des maires
Depuis 1942, cinq maires se sont succédé à la tête de la commune.
| Période            | Période                    | Identité        | Étiquette                                  | Qualité |
| ------------------ | -------------------------- | --------------- | ------------------------------------------ | --- |
| 1er septembre 1942 | 9 octobre 1966 (démission) | Alfred Poroi    | UTD/UNR                                    | Capitaine au grand cabotage et commerçant Sénateur de la Polynésie française (1962 → 1971) |
| 9 octobre 1966     | 13 mars 1977               | Georges Pambrun |                                            | Préparateur en pharmacie |
| 13 mars 1977       | 23 avril 1993 (démission)  | Jean Juventin   | Here ai'a                                  | Instituteur puis directeur d'école Député de la 1re circonscription de la Polynésie française (1978 → 1986) Président de l'Assemblée de la Polynésie française (1988 → 1991 puis 1992 → 1995) |
| 23 avril 1993      | 17 juin 1995               | Louise Carlson  | Here ai'a                                  | Retraitée de l'enseignement |
| 24 juin 1995       | En cours                   | Michel Buillard | Tahoeraa Huiraatira puis Tapura Huiraatira | Député de la 1re circonscription de la Polynésie française (1997 → 2012) Membre de l'Assemblée de la Polynésie française (2013 → )                                                            |

### Conseil municipal actuel
Lors des élections municipales des 23 et 30 mars 2014, Michel Buillard est candidat à sa succession et remporte le scrutin au second tour.

### Jumelages
- Nice (France) depuis le 19 novembre 2009[9]
- Changning (Chine) depuis le 21 août 2014
- Nouméa (France) depuis le 3 juin 2019

## Population et société

### Démographie
L'évolution du nombre d'habitants est connue à travers les recensements de la population effectués dans la commune depuis 1971. À partir de 2006, les populations légales des communes sont publiées annuellement par l'Insee, mais la loi relative à la démocratie de proximité du 27 février 2002 a, dans ses articles consacrés au recensement de la population, instauré des recensements de la population tous les cinq ans en Nouvelle-Calédonie, en Polynésie française, à Mayotte et dans les îles Wallis-et-Futuna, ce qui n’était pas le cas auparavant. Pour la commune, le premier recensement exhaustif entrant dans le cadre du nouveau dispositif a été réalisé en 2002, les précédents recensements ont eu lieu en 1996, 1988, 1983, 1977 et 1971.
En 2017, la commune comptait 26 926 habitants, en augmentation de 4,49 % par rapport à 2012
| 1971   | 1977   | 1983   | 1988   | 1996   | 2002   | 2007   | 2012   | 2017   |
| ------ | ------ | ------ | ------ | ------ | ------ | ------ | ------ | ------ |
| 25 342 | 22 967 | 23 496 | 23 555 | 25 553 | 26 222 | 26 017 | 25 769 | 26 926 |

| 2022   | - | - | - | - | - | - | - | - |
| ------ | - | - | - | - | - | - | - | - |
| 26 654 | - | - | - | - | - | - | - | - |

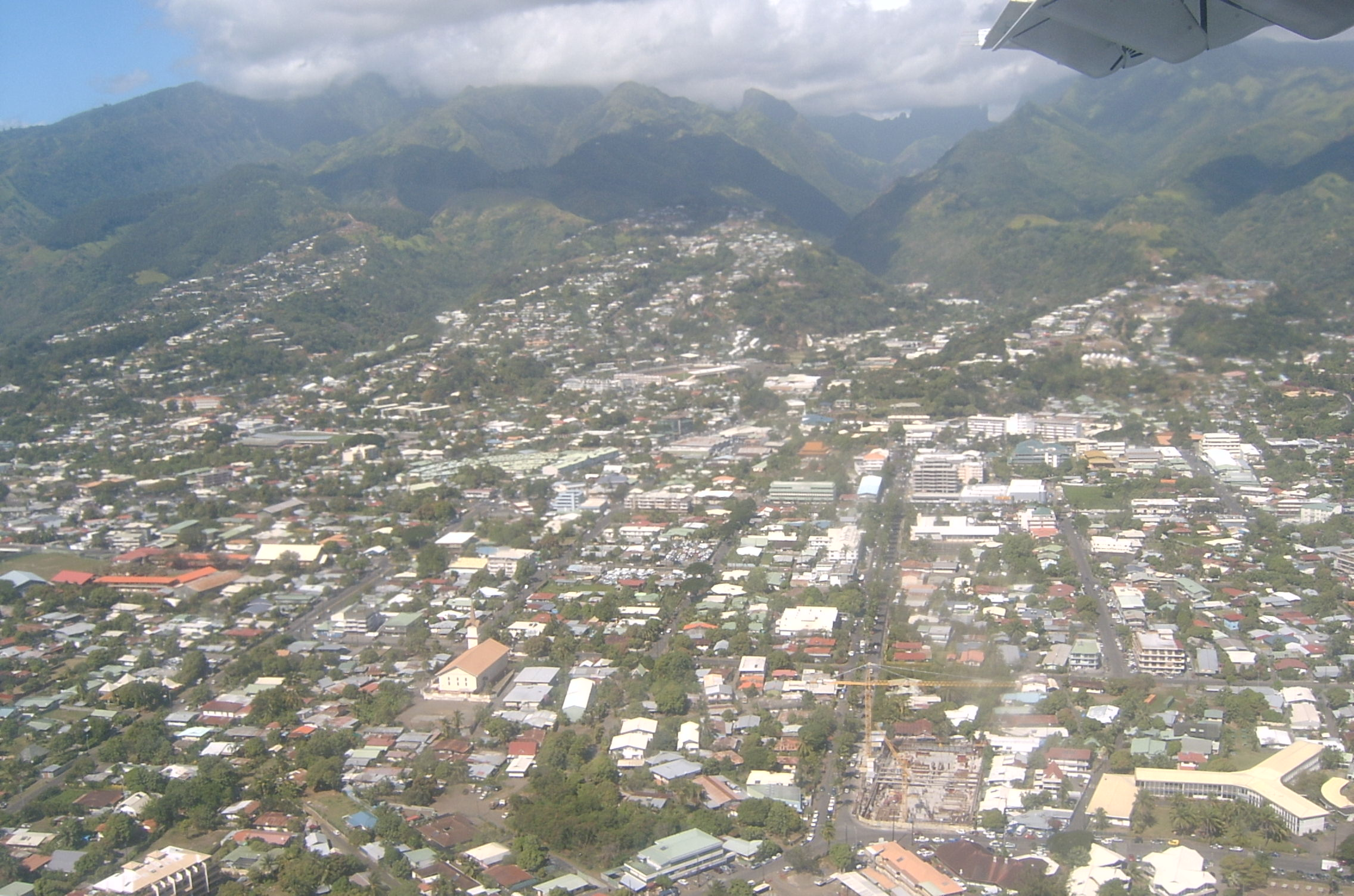
Papeete vue du ciel.

La zone urbaine de Tahiti, qui correspond à l'unité urbaine de Papeete (habitat continu), est formée de 6 ou 7 communes (Arue, Faaʻa, Mahina, Papeete, Pirae, Punaauia, à quoi peut s'ajouter Paea) totalisant une population de 131 695 habitants en 2007, de 133 676 en 2012 et de 136 771 en 2017. L'intercommunalité de l'agglomération de Papeete, qui prend la forme d'un syndicat mixte gérant un contrat de ville commun, comprend 9 communes dont les 7 précédentes auxquelles s'ajoutent Papara et Moorea-Maiao, soit 166 267 habitants en 2017.
Son aire urbaine, quant à elle, a 178 173 habitants en 2007.
Papeete est la troisième ville la plus peuplée de la collectivité après Faa'a et Punaauia.

### Enseignement

#### Enseignement secondaire
- Le lycée Paul-Gauguin, ancienne École centrale (laïque) créée en 1905
- Le lycée-collège La Mennais, privé, catholique
- Le lycée Samuel-Raapoto, protestant
- Le lycée Diadème-Te Tara o Mai 'ao
- Le lycée Aorai
- Le lycée Saint-Joseph de Punaauia
- Le lycée hôtelier de Tahiti
- Le lycée Tuianu-Legayic de Papara
- Le lycée professionnel de Mahina
- Le lycée Sacré-Cœur de Taravao
- Le collège Pomare, privé, protestant
- Le collège Anne-Marie-Javouhey, privé, catholique
- Le collège Tipaerui, créé en 1991[15]. Le collège est rebaptisé collège Louise Tehea Carlson en 2023[16].
- Le collège Taaone
- Le collège Henri-Hiro

#### Enseignement supérieur
- L'université catholique de l'Ouest - Pacifique, anciennement l'Institut supérieur de l’enseignement privé de Polynésie française (ISEPP)

### Santé
- La clinique Paofai
- La clinique Cardella
- La clinique Mamao
- Le centre hospitalier du Taaone
- L’hôpital de Taravao

### Cultes
Papeete regroupe beaucoup de lieux de culte, catholiques, juifs et protestants.
Le temple protestant de Paofai a été fondé par des missionnaires de la London Missionary Society, qui œuvrent à Tahiti avant le protectorat français établi en 1843.
La cathédrale Notre-Dame de Papeete est un monument de la ville. La petite chapelle épiscopale du Sacré-Cœur, est située dans les jardins de l’évêché à Papeete, dans le quartier de la Mission, cœur historique de l'implantation du catholicisme à Tahiti. Elle a été construite en 1877 par le frère Théophile.
Pour les membres de l'église de Jésus-Christ des Saints des Derniers Jours, il y a le temple mormon de Tahiti qui, avec celui de Paris, est l'un des deux temples mormons construit sur le territoire français. Il y a les églises Adventiste, Sanito Communauté du Christ. Il y a les salles des témoins de Jéhovah.

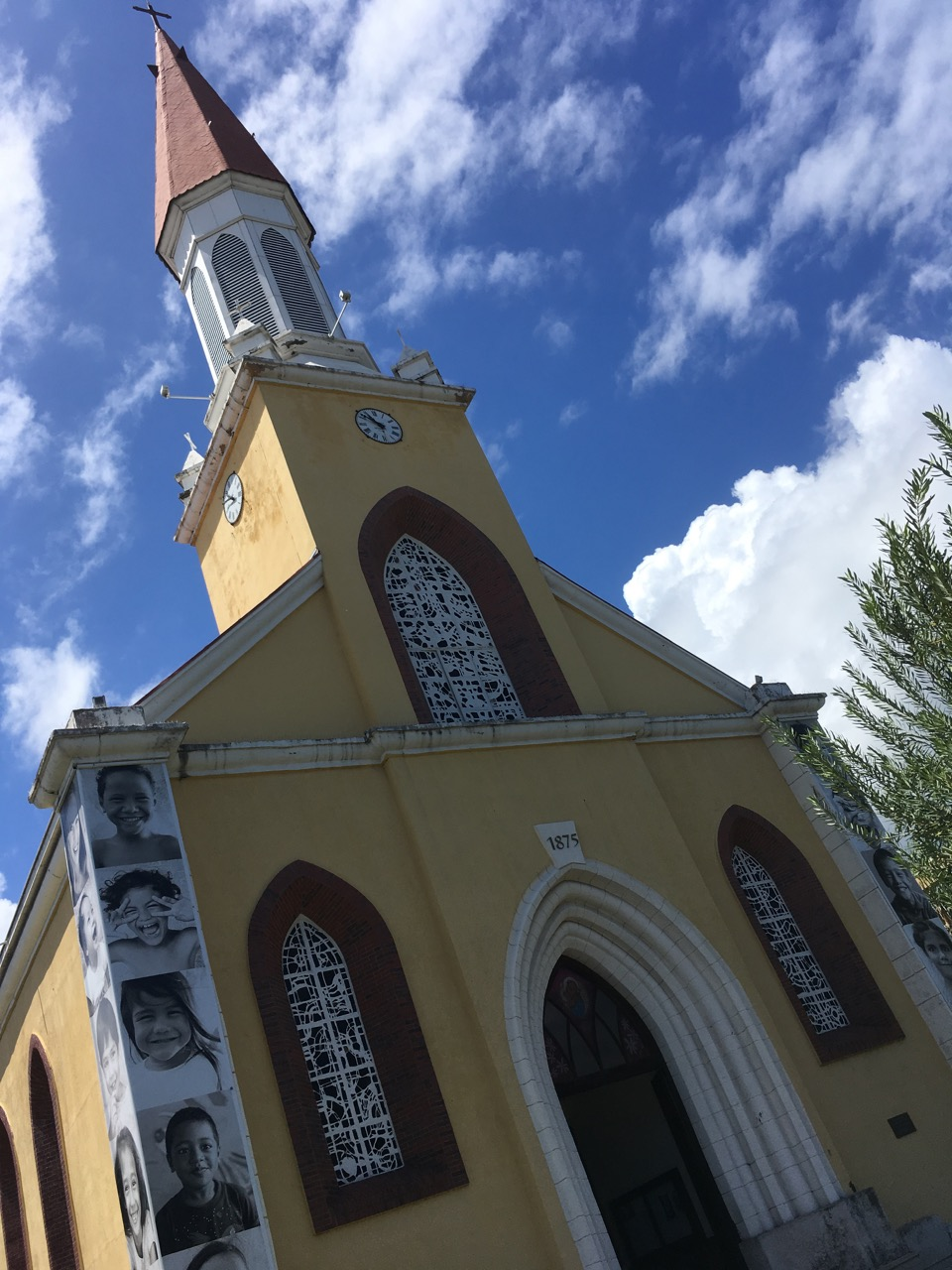
Cathédrale Notre-Dame de Papeete.
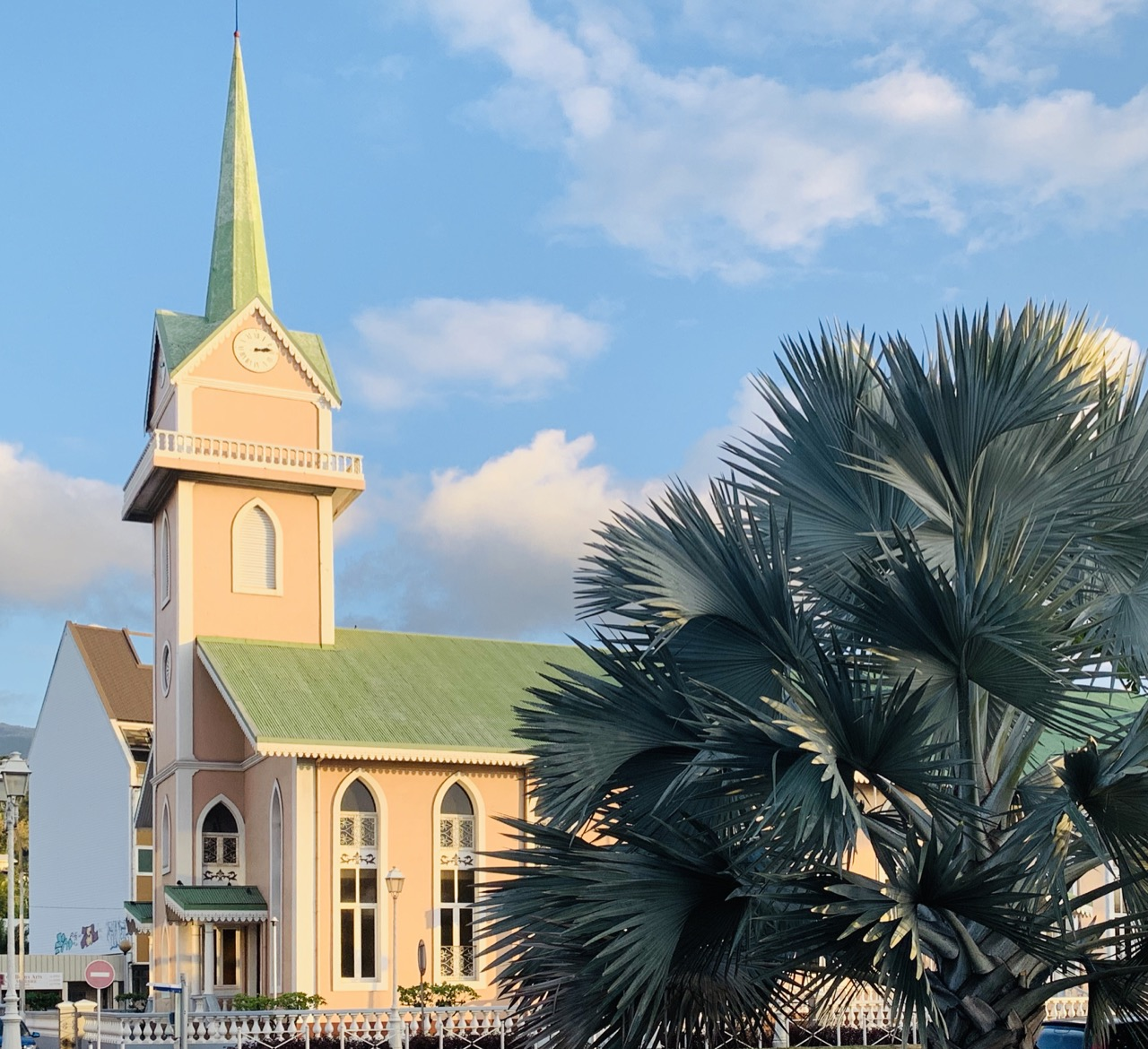
Temple protestant de Paofai.
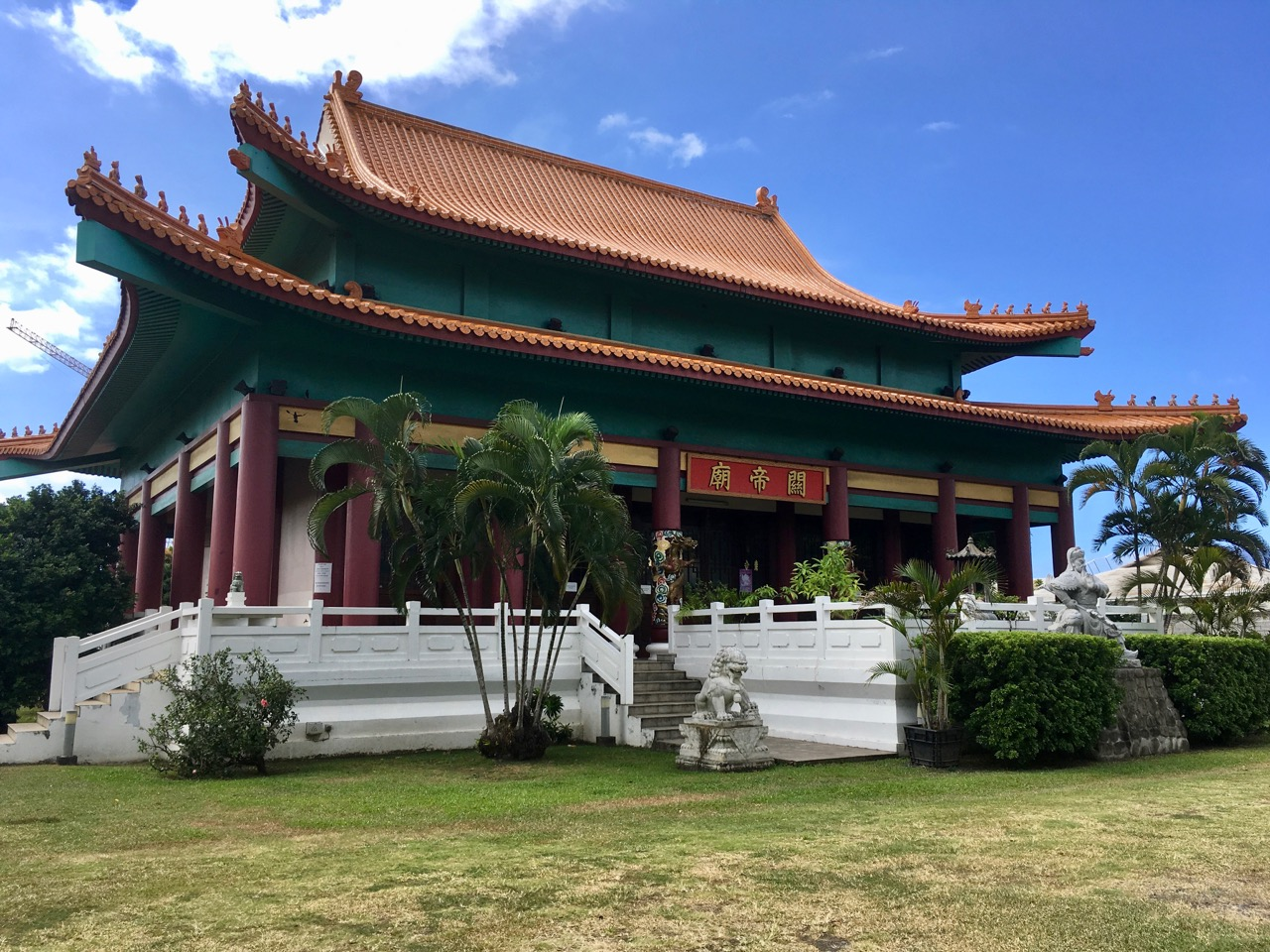
Temple Kanti.
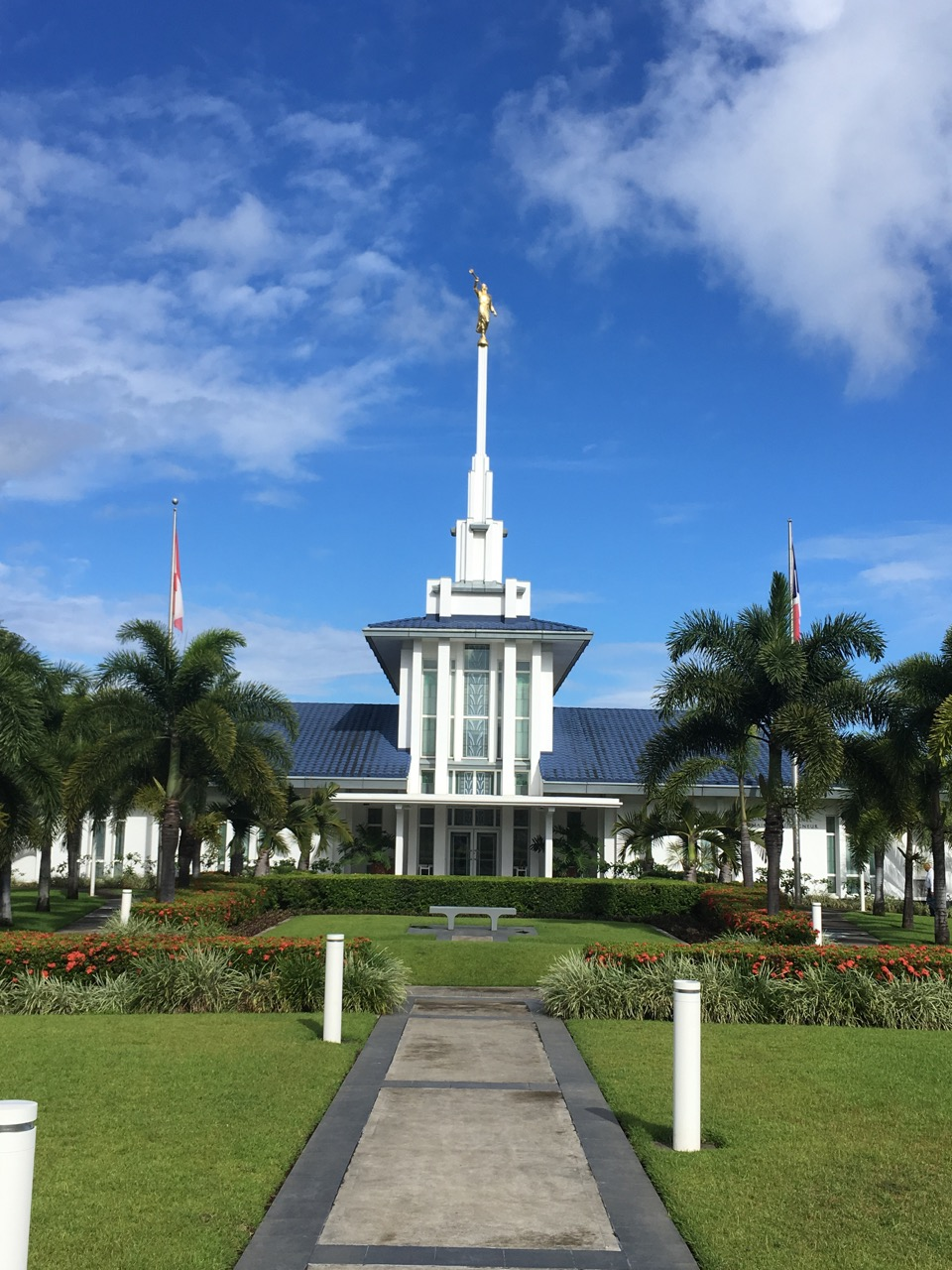
Temple mormon.
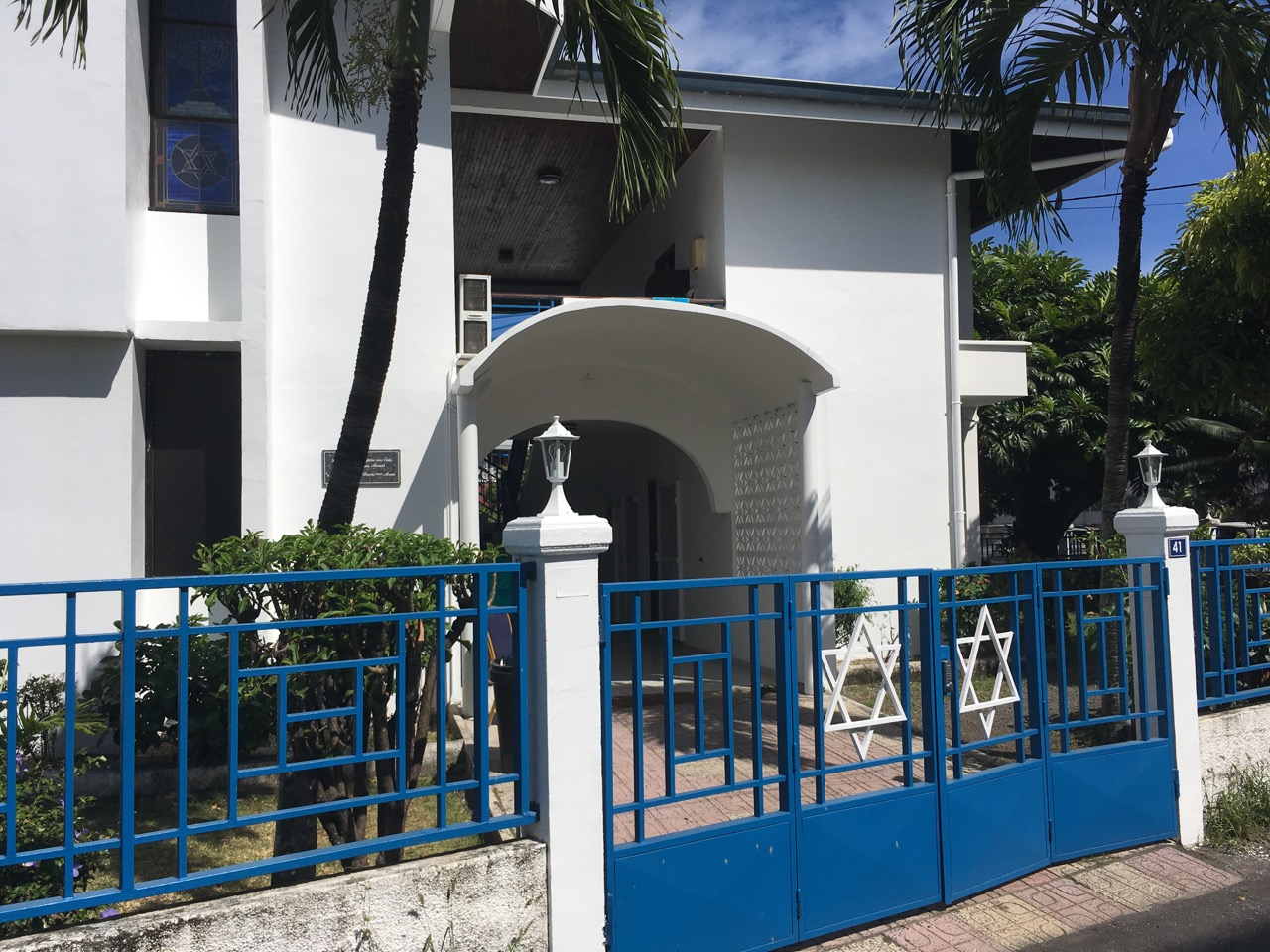
Synagogue.
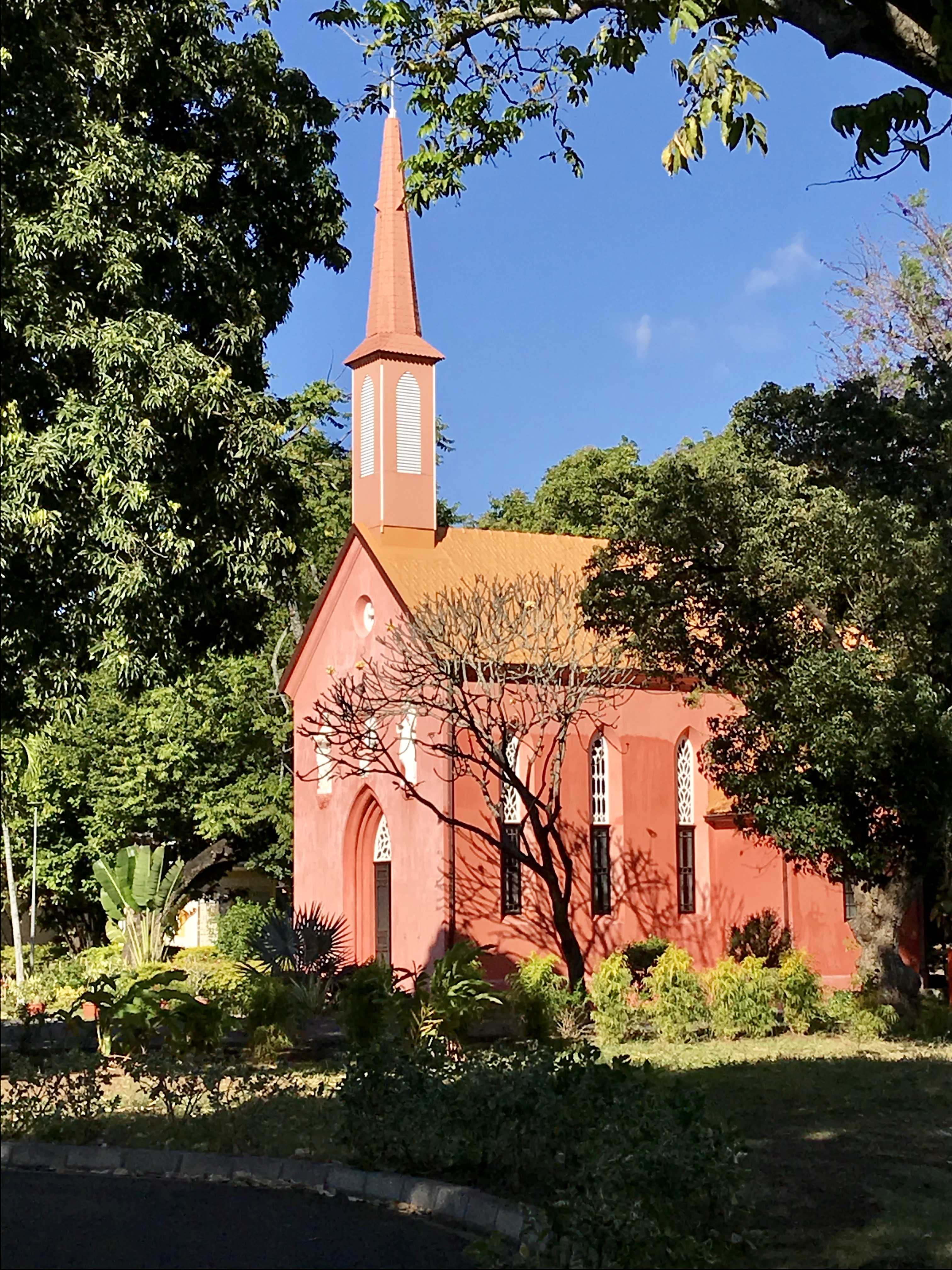
Chapelle épiscopale du Sacré-Cœur.

## Économie

### Artisanat et commerces
L'art polynésien est très réputé dans le Pacifique. Les techniques traditionnelles autour de la sculpture, des Tikis, des tatouages perdurent encore. Papeete dispose de nombreuses galeries d'art.
Le marché municipal de Papeete (Mapuru a Paraita) est un marché couvert à deux niveaux de plus de 7 000 m2, abritant au rez-de-chaussée les fruits, légumes, fleurs, boucherie, poissonnerie et quelques stands d’artisanat. L’étage est consacré essentiellement aux boutiques de curios (paréos, monoï, perles, artisanat...).
Vers 1850, un décret fait mention de la création de deux marchés à Papeete (l'un pour le poisson et l’autre pour les légumes, fruits, volailles...). C'est en 1869, que le marché s'installe à son emplacement actuel. Lors de la création de la commune en 1890, des décrets sont votés pour réglementer l'hygiène et la salubrité des lieux.
C’est en 1987 que le marché est réaménagé dans sa configuration actuelle.

### Industrie

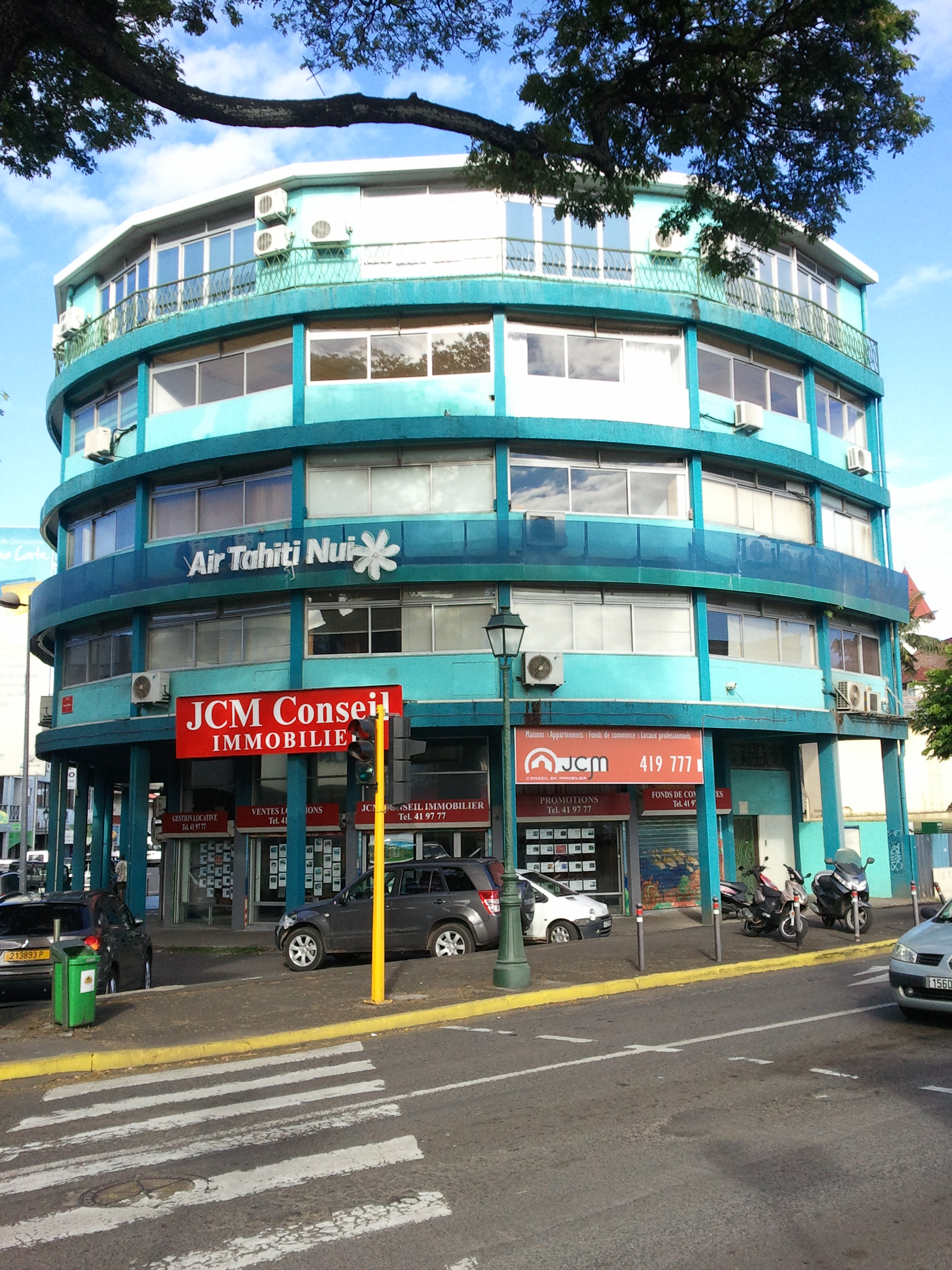
LImmeuble Dexter, siège social de Air Tahiti Nui.

Air Tahiti Nui possède son siège social dans l'Immeuble Dexter à Papeete.

### Tourisme
Papeete est le point d'arrivée des paquebots de luxe et de croisière. Il y a le GIE Tahiti Tourisme situé juste en face de l'arrivée des paquebots.
Les touristes peuvent demander des renseignements concernant les changes de banques, les boutiques commerciales, les bars, et les taxis pour se rendre dans les différents hôtels de l'île. Tous les soirs, les touristes peuvent dîner, aux célèbres « Roulottes », qui sont des petits camions situés sur la place Vaiete et où l'on peut trouver des plats chinois, des desserts, des plats traditionnels.

## Culture locale et patrimoine

### Lieux et monuments
Le cœur de Papeete regroupe les principaux sites touristiques de la capitale : le marché, la cathédrale Notre-Dame, la maison de la reine Marau, l'assemblée, le Haussariat, la Présidence, l'ancien hôpital Vaiami, le temple Protestant, les jardins de Paofai, le cimetière de l'Uranie.

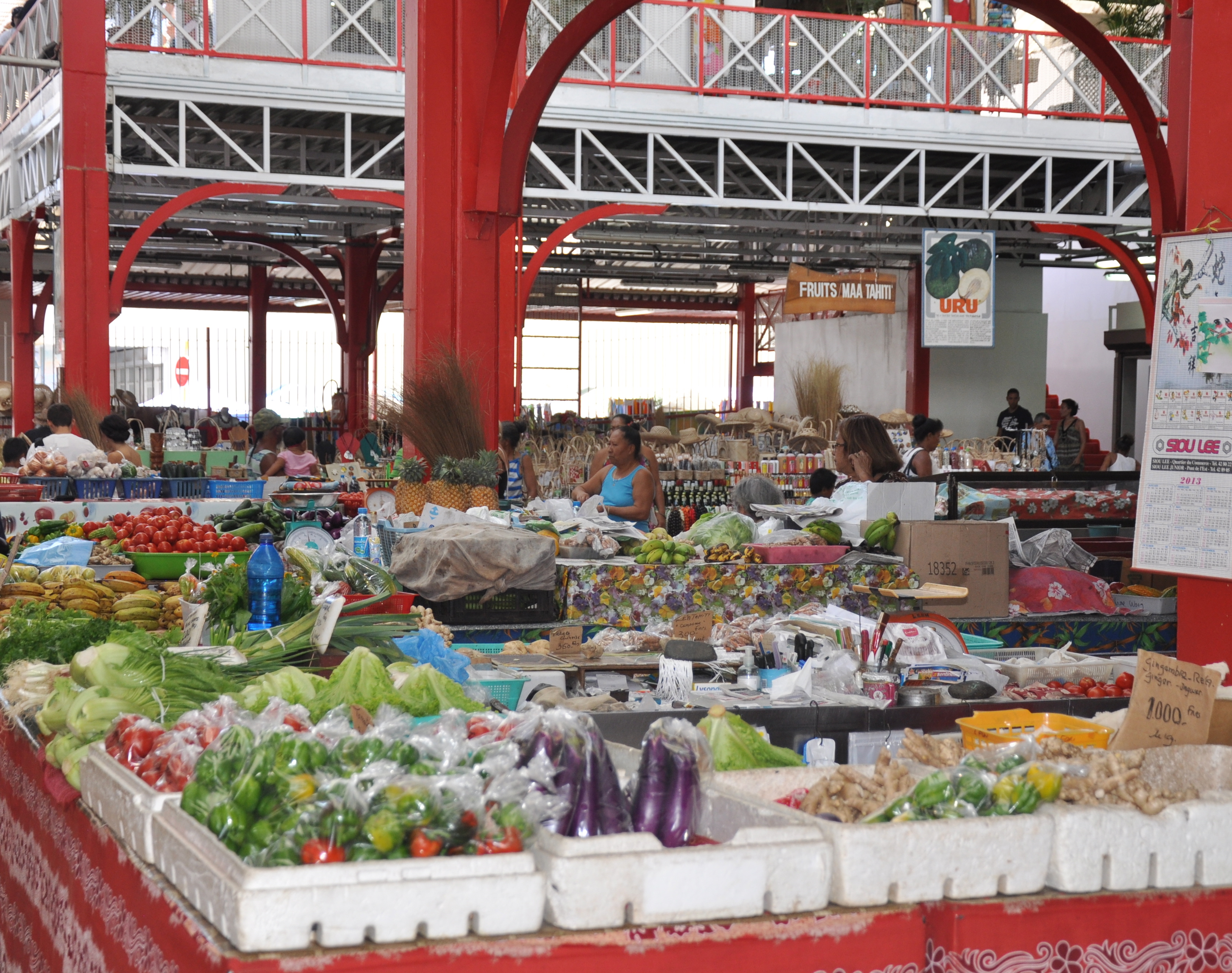
Marché de Papeete.
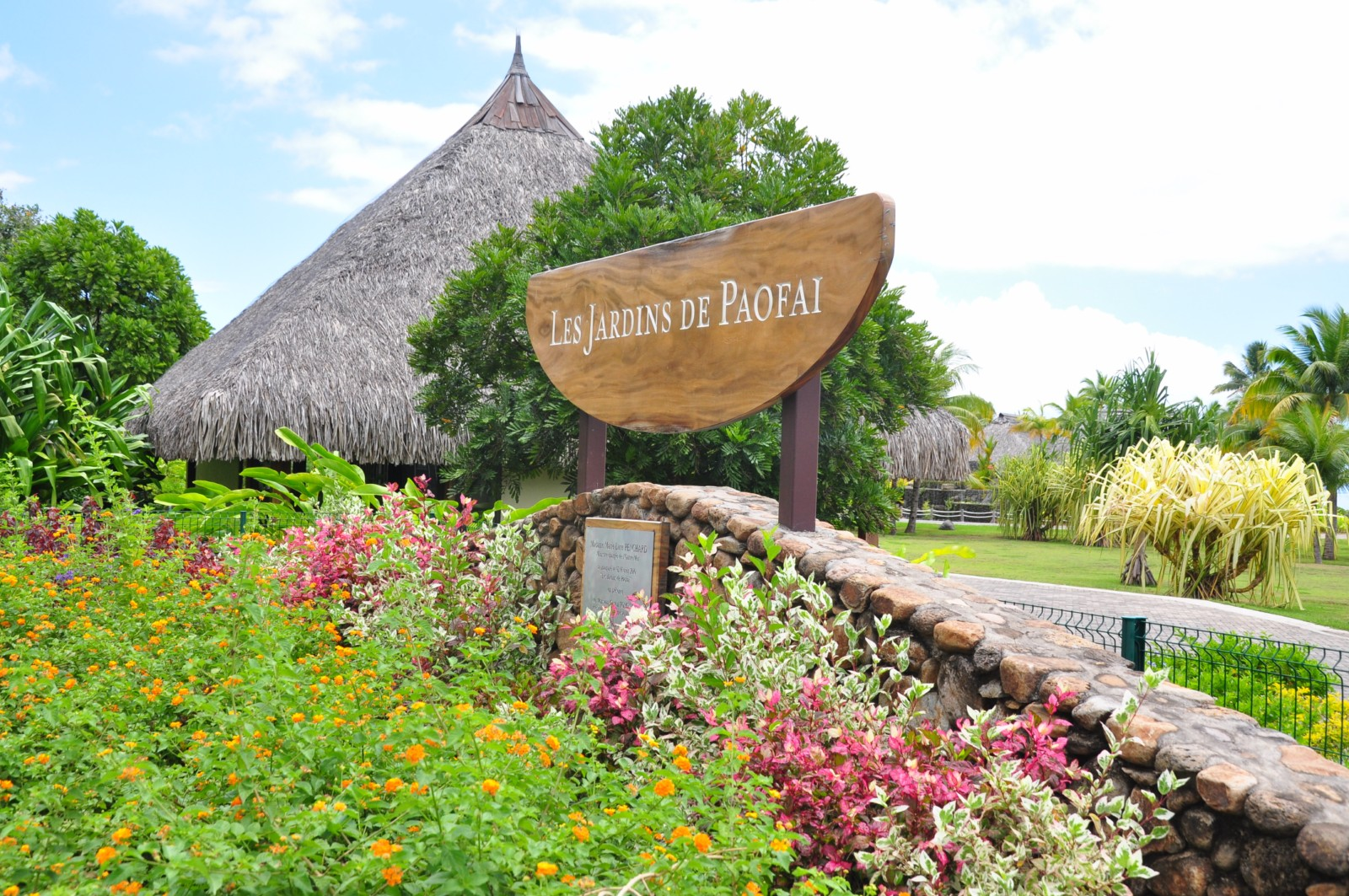
Jardins de Paofai.
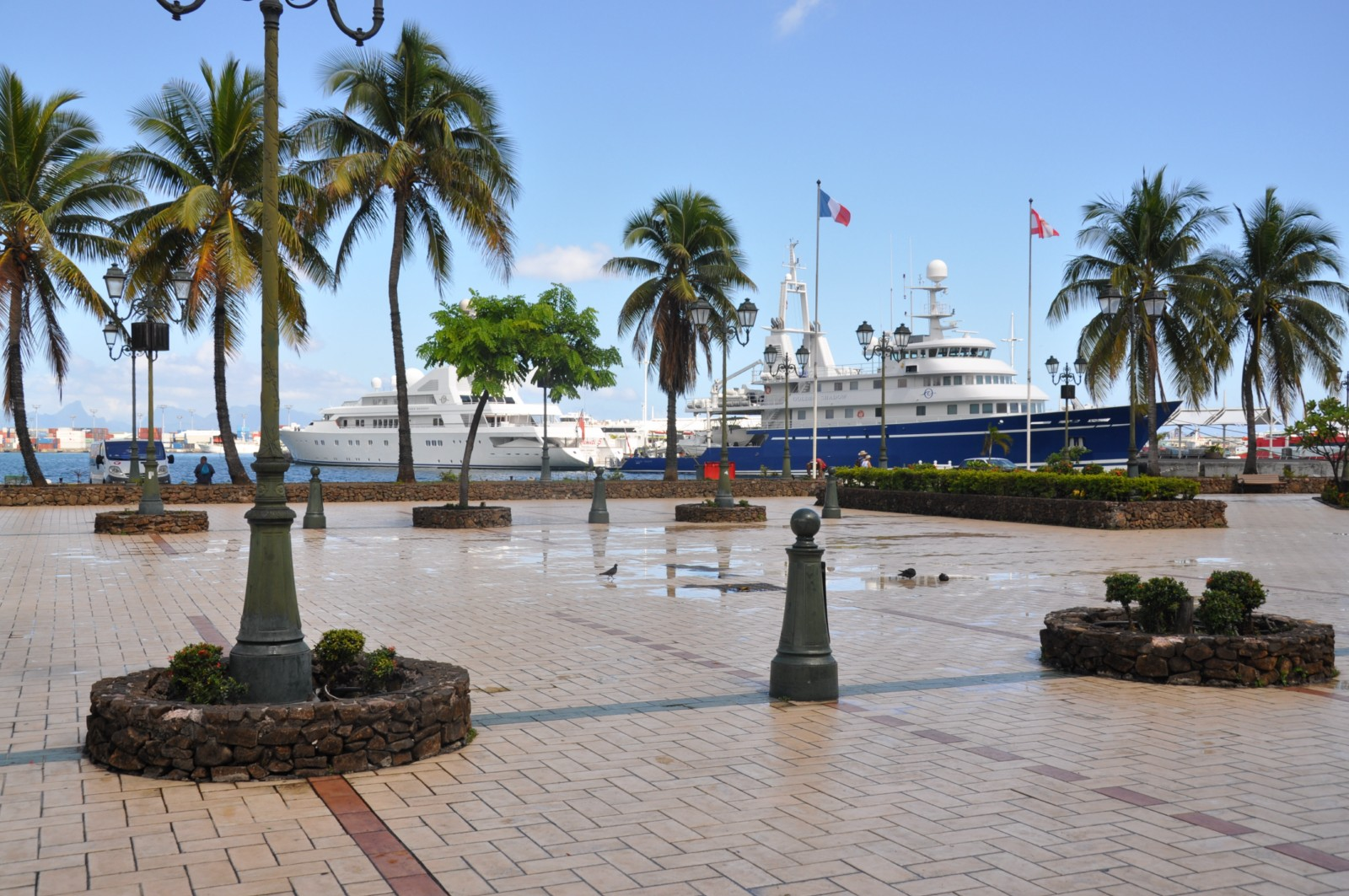
Place Vai'ete.
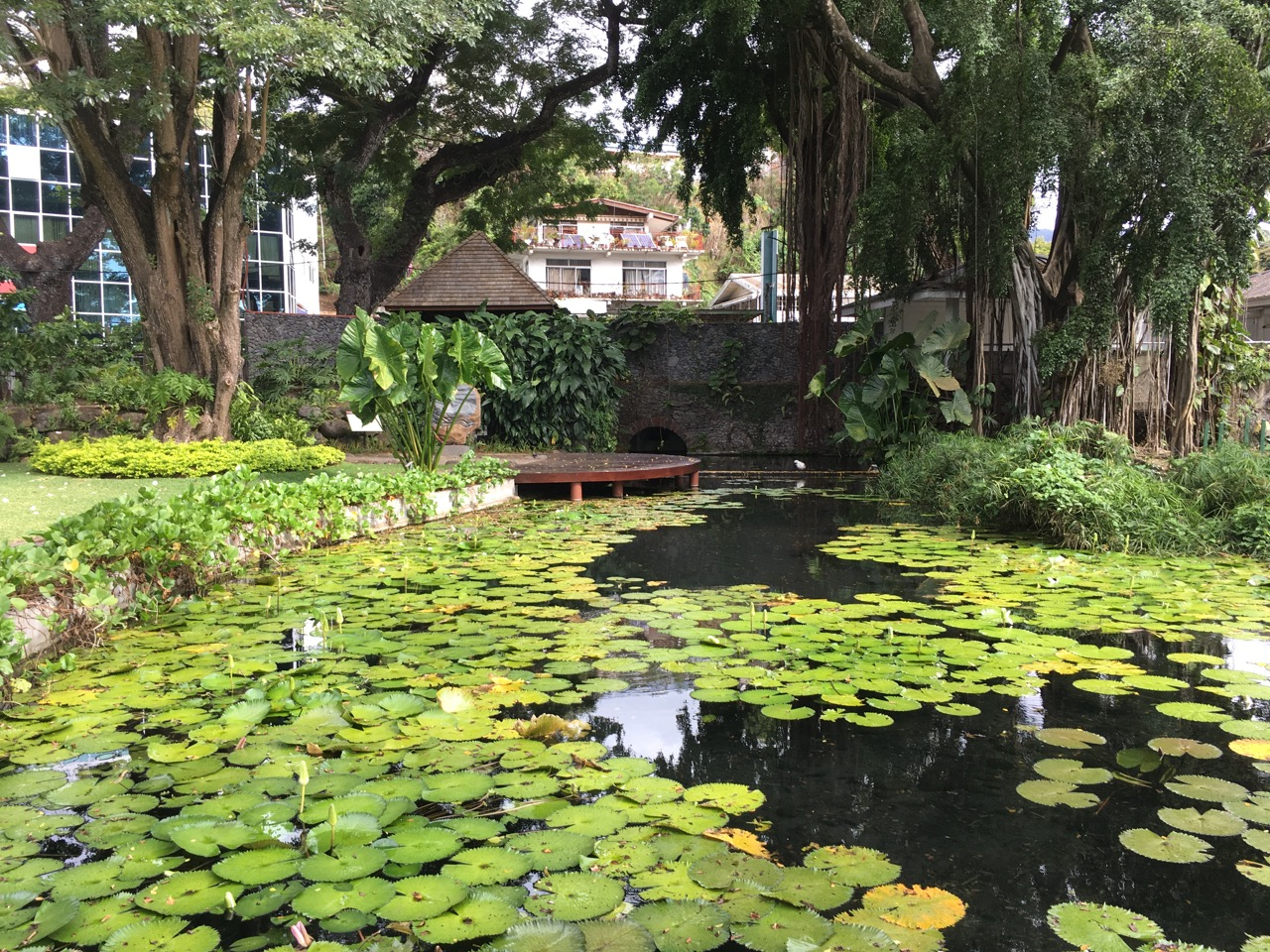
Bassin de la Reine.
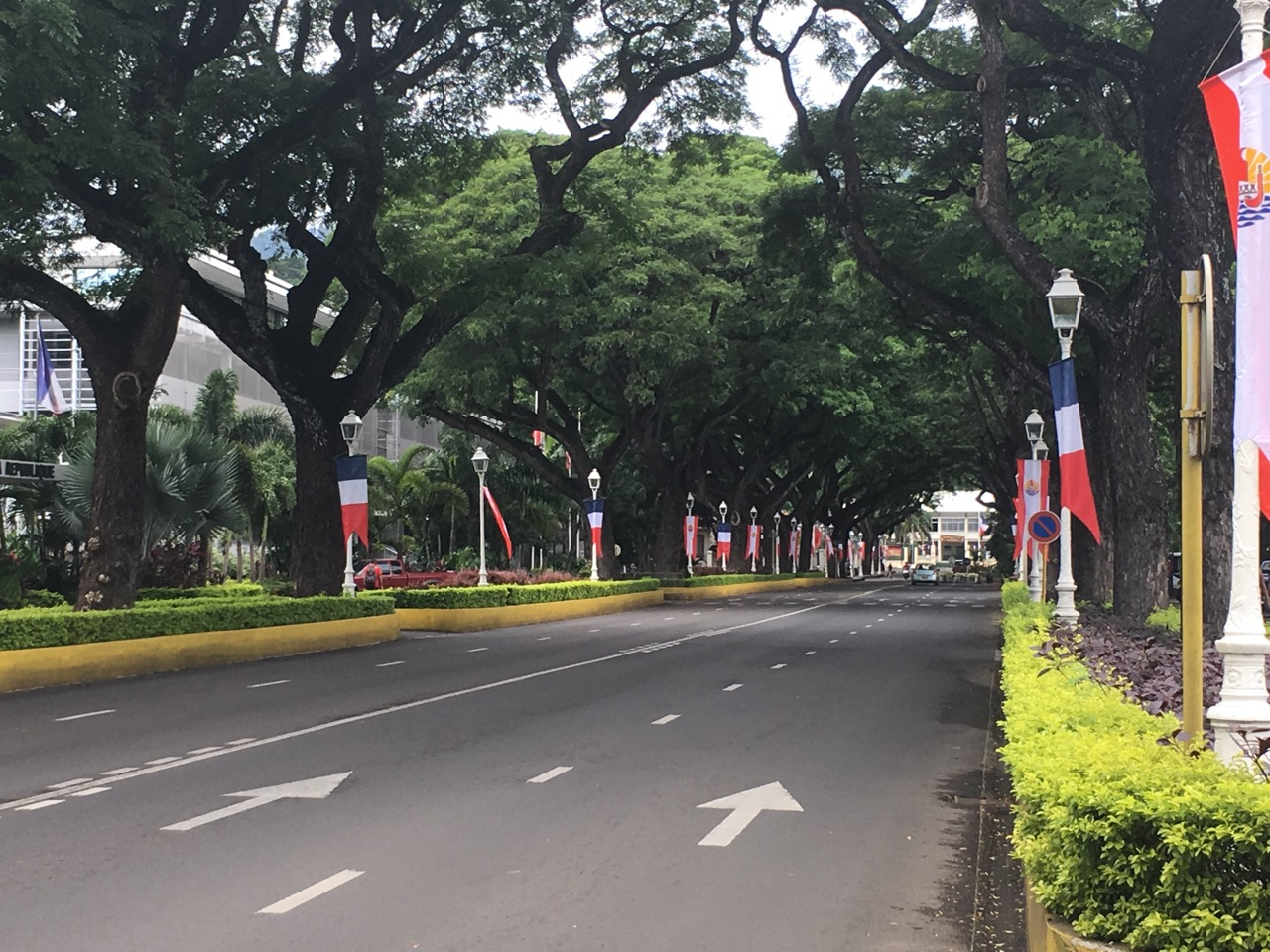
Avenue Pouvanaa a Oopa.
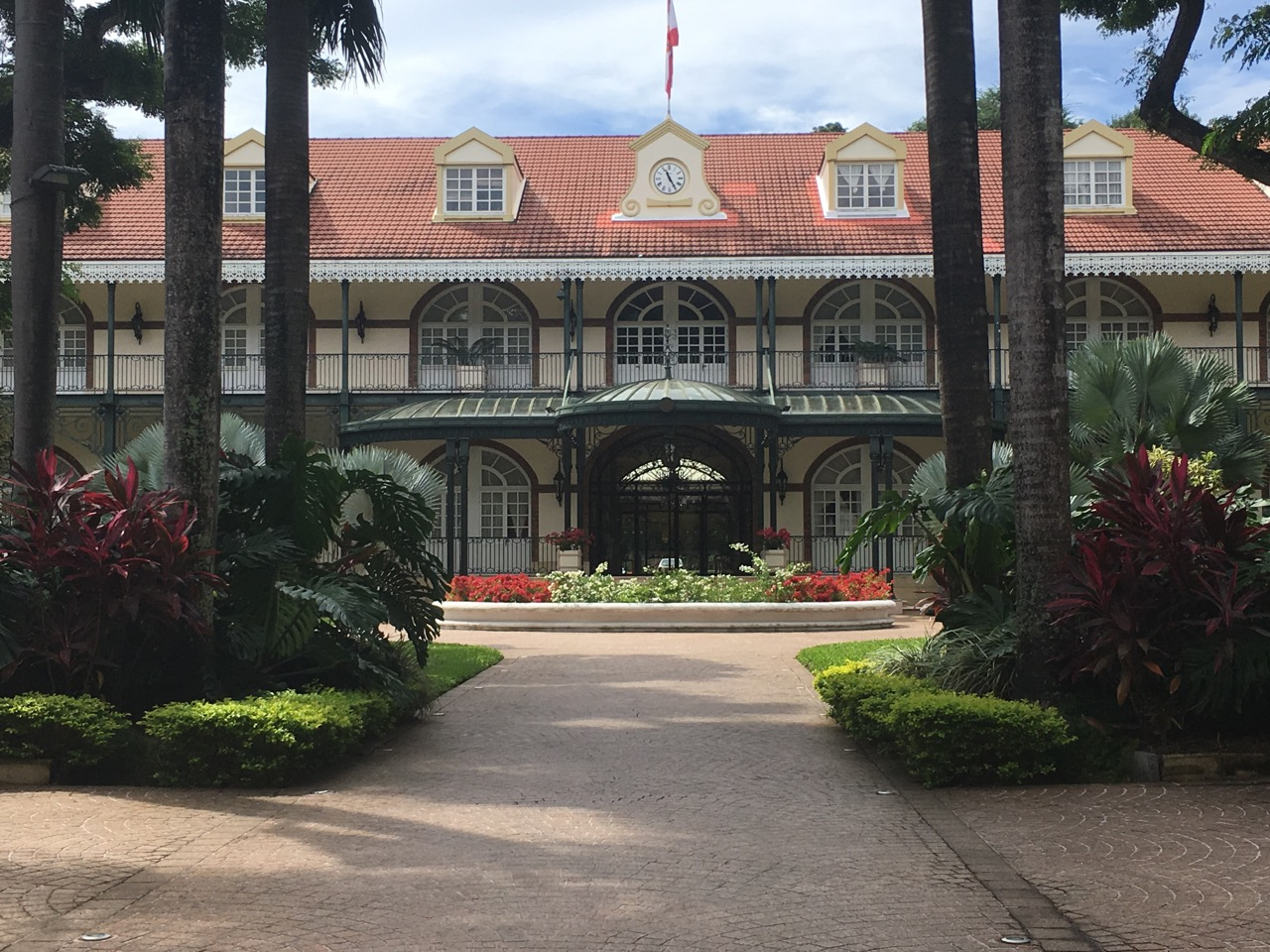
Palais présidentiel.
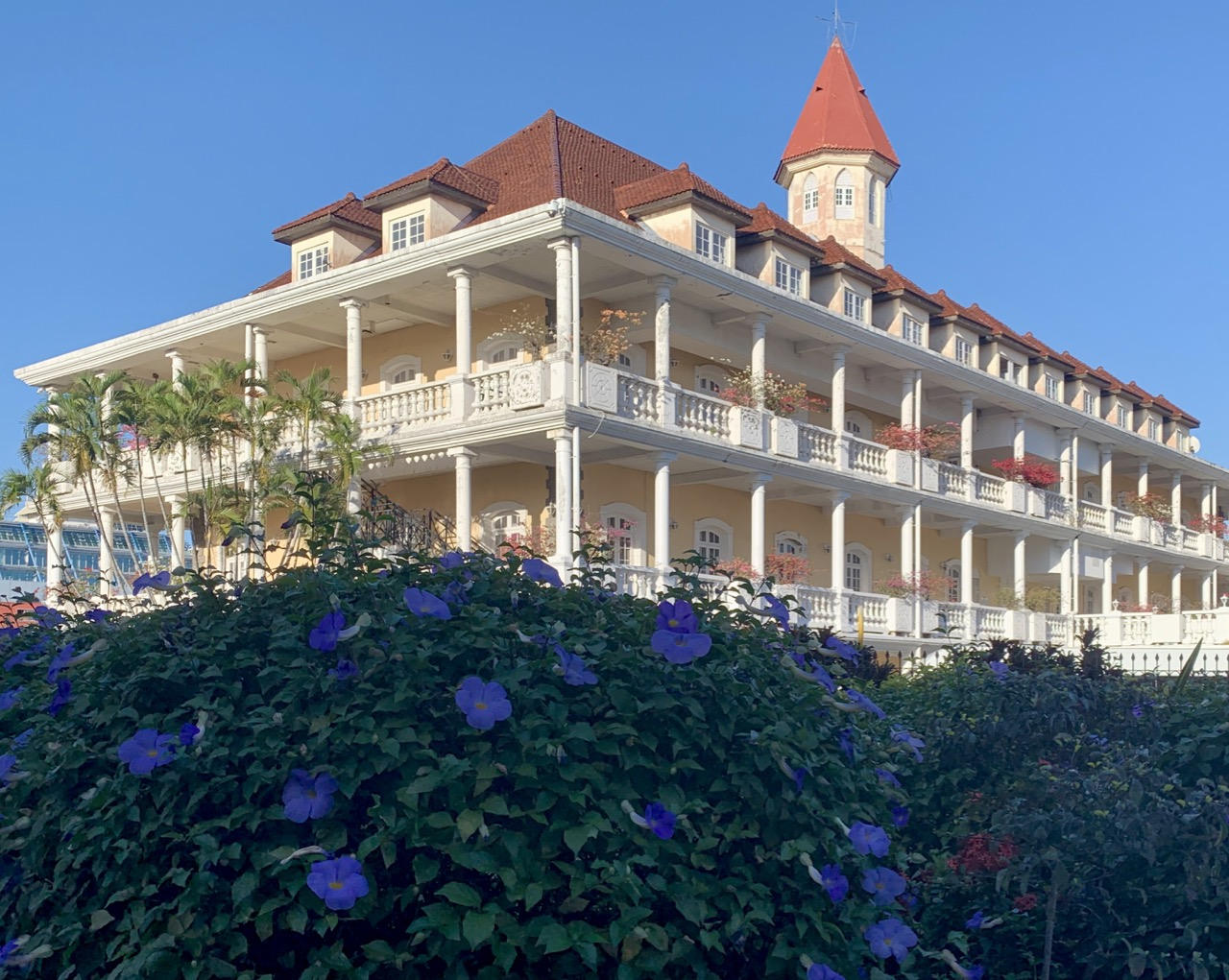
Mairie de Papeete.

### Culture et médias
Papeete est le lieu de publication des principaux journaux de Polynésie française. Le plus important est la dépêche de Tahiti.

Elle compte aussi quelques-unes des maisons d'édition spécifiques du territoire.
Le Street Art ou Art Urbain est très présent à Papeete depuis 2014 et la création d'un Festival, appelé ONO'U, ou Tahiti Festival Graffiti,. Le mot ONO’U vient du mot tahitien : la « rencontre des couleurs ». ONO signifiant « joindre » et le U les couleurs. On y retrouve chaque année de nombreux artistes internationaux réputés qui viennent s'exprimer avec des artistes locaux tahitiens. Toute la culture et l'environnement polynésien est alors représenté. Des couleurs joyeuses, des motifs polynésiens, des fresques géantes, les animaux du Fenua, les paréos, couronnes de fleurs.
Un musée du street art a existé de 2016 à 2018, géré par la même équipe qu'ONO'U.

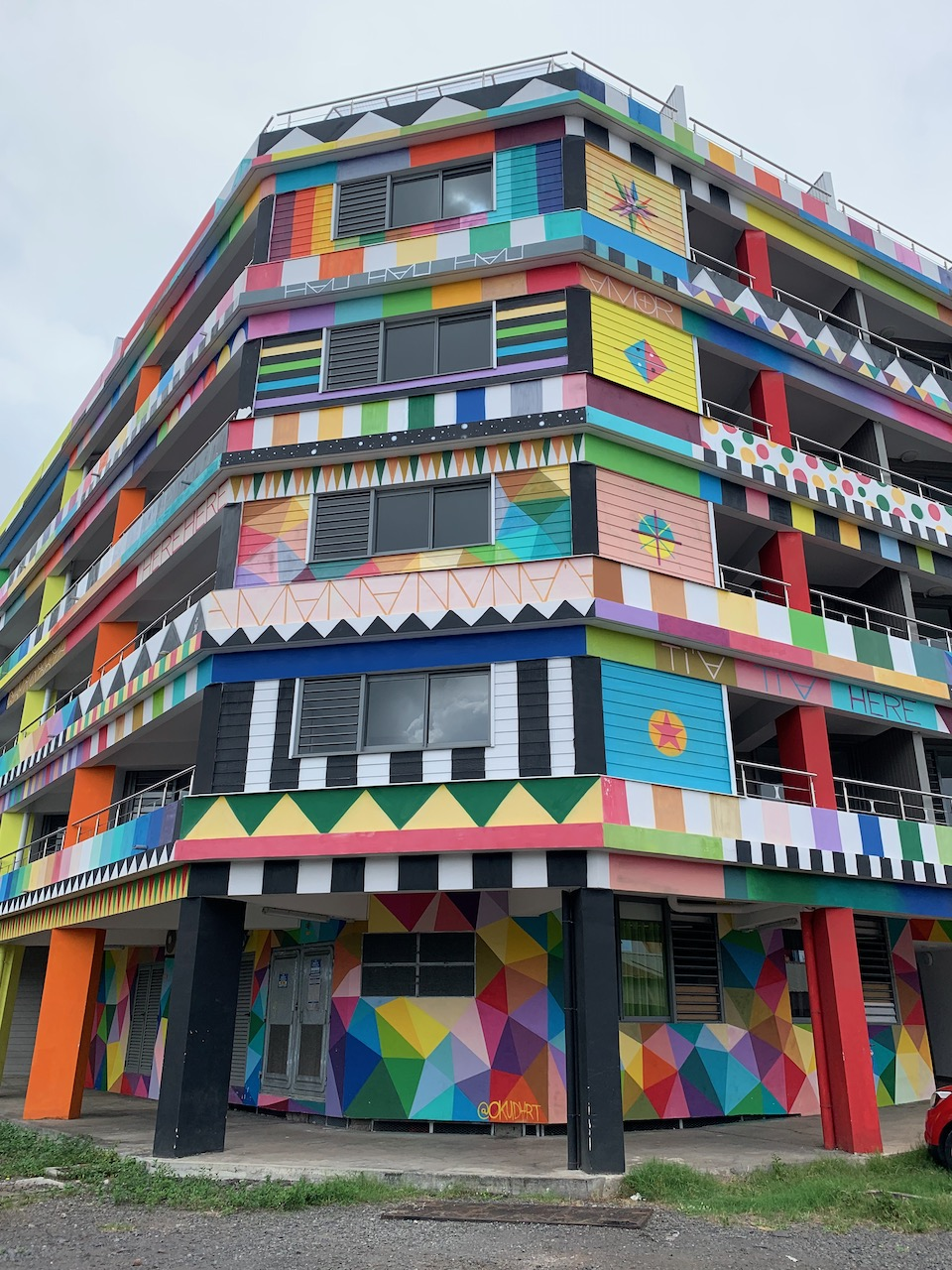
Œuvre d'Okuda à Papeete.
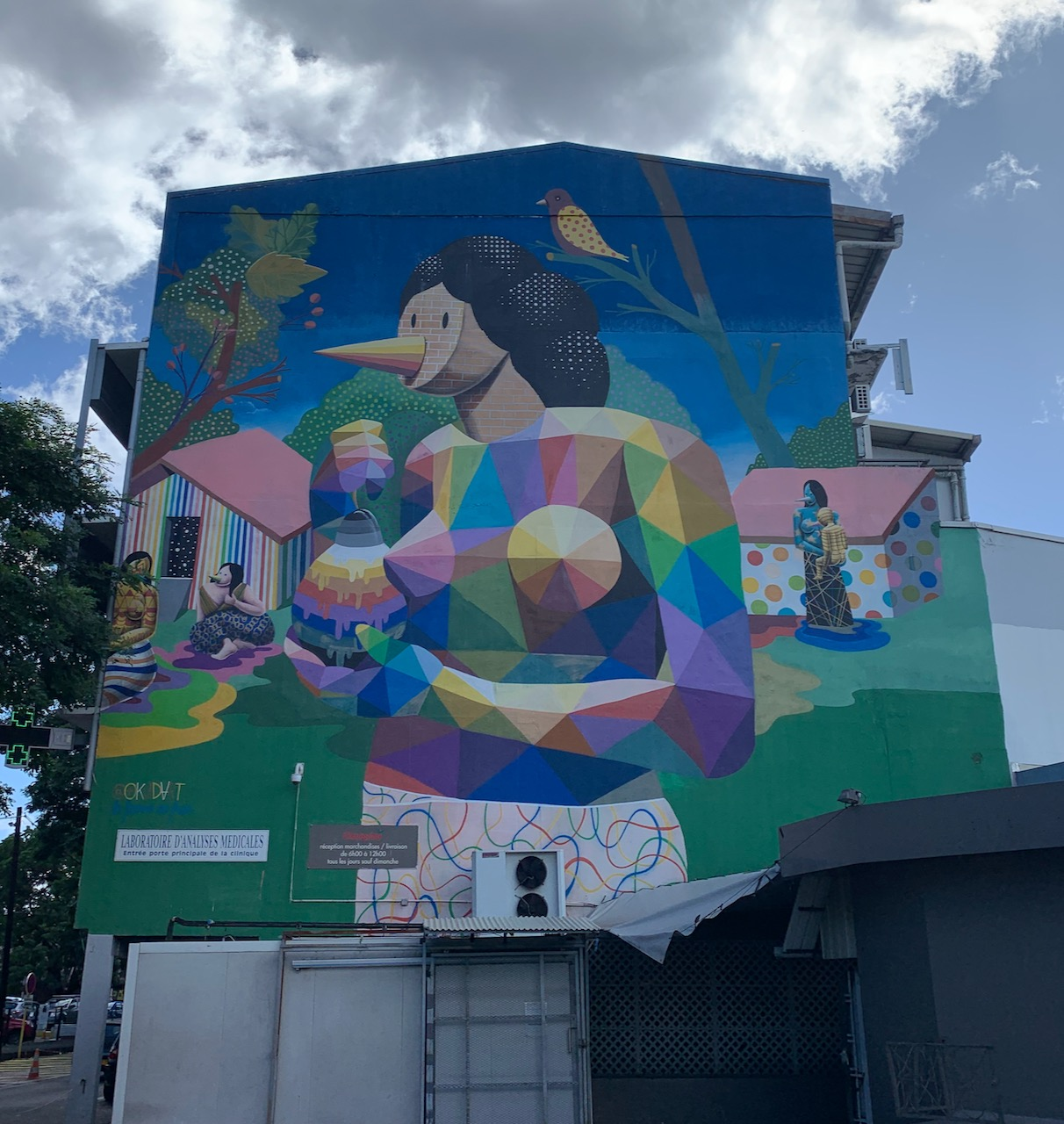
Œuvre d'Okuda à Papeete.
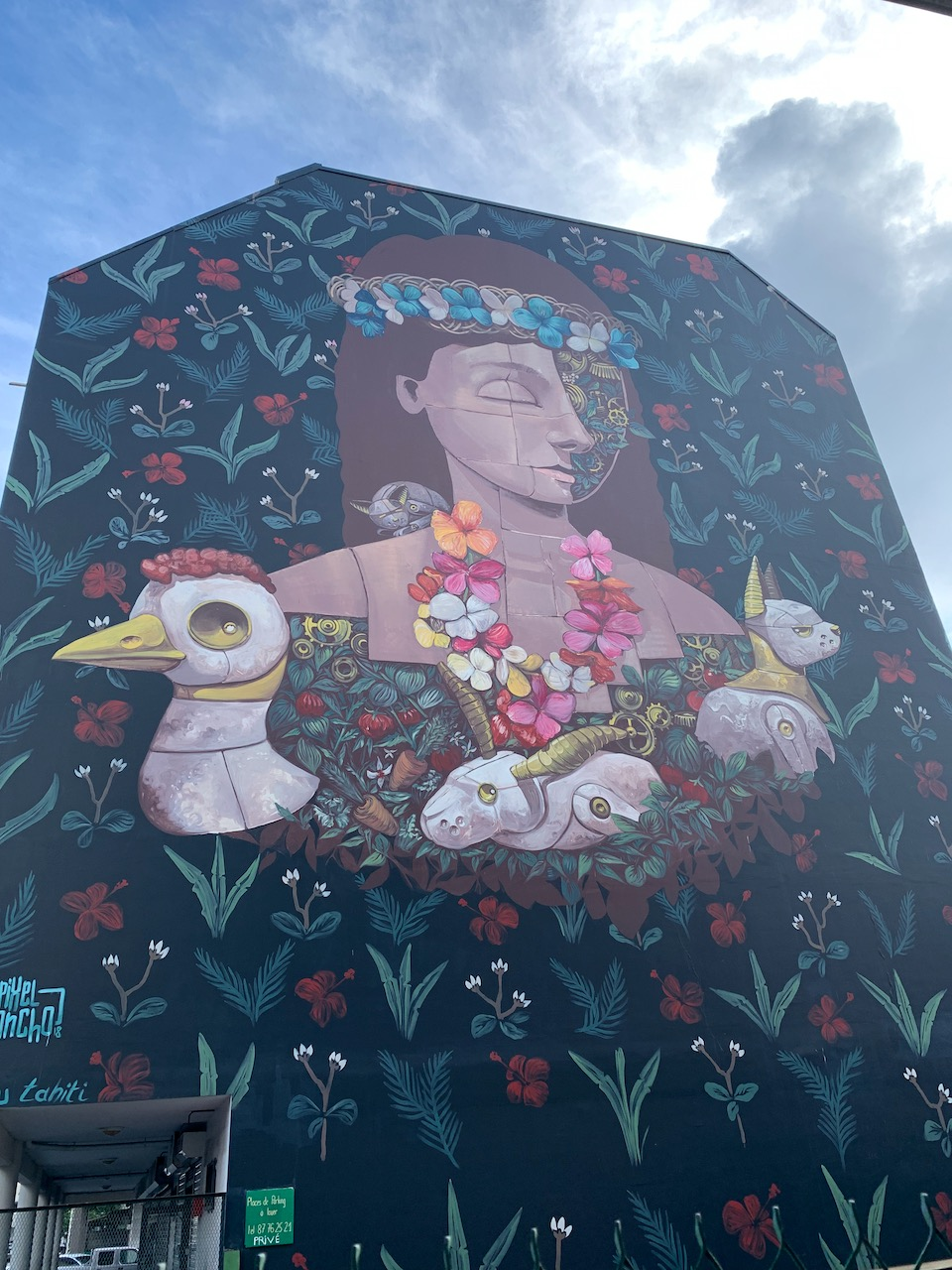
Œuvre de Pixel Pancho à Papeete.
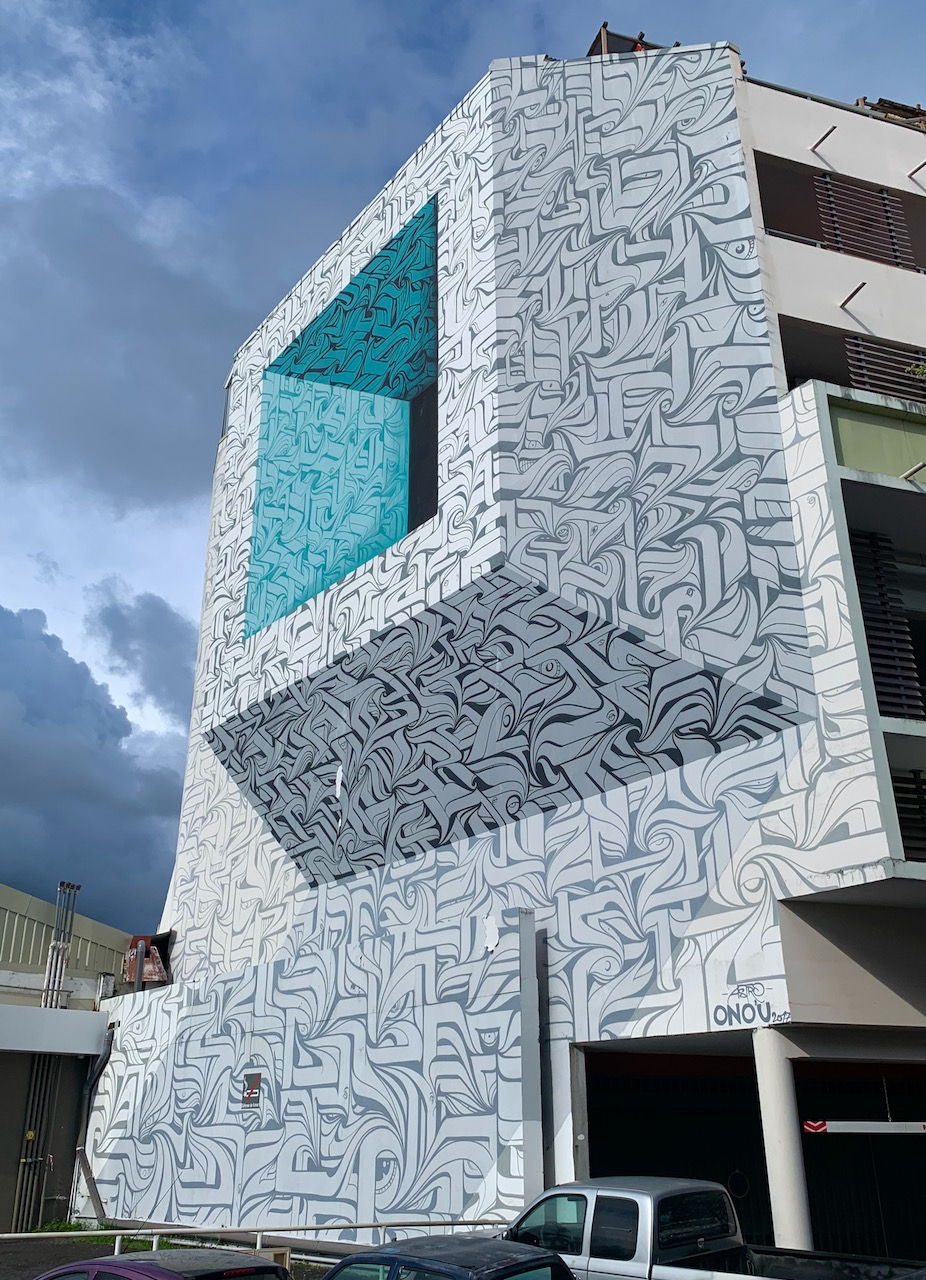
Œuvre d'Aero à Papeete.
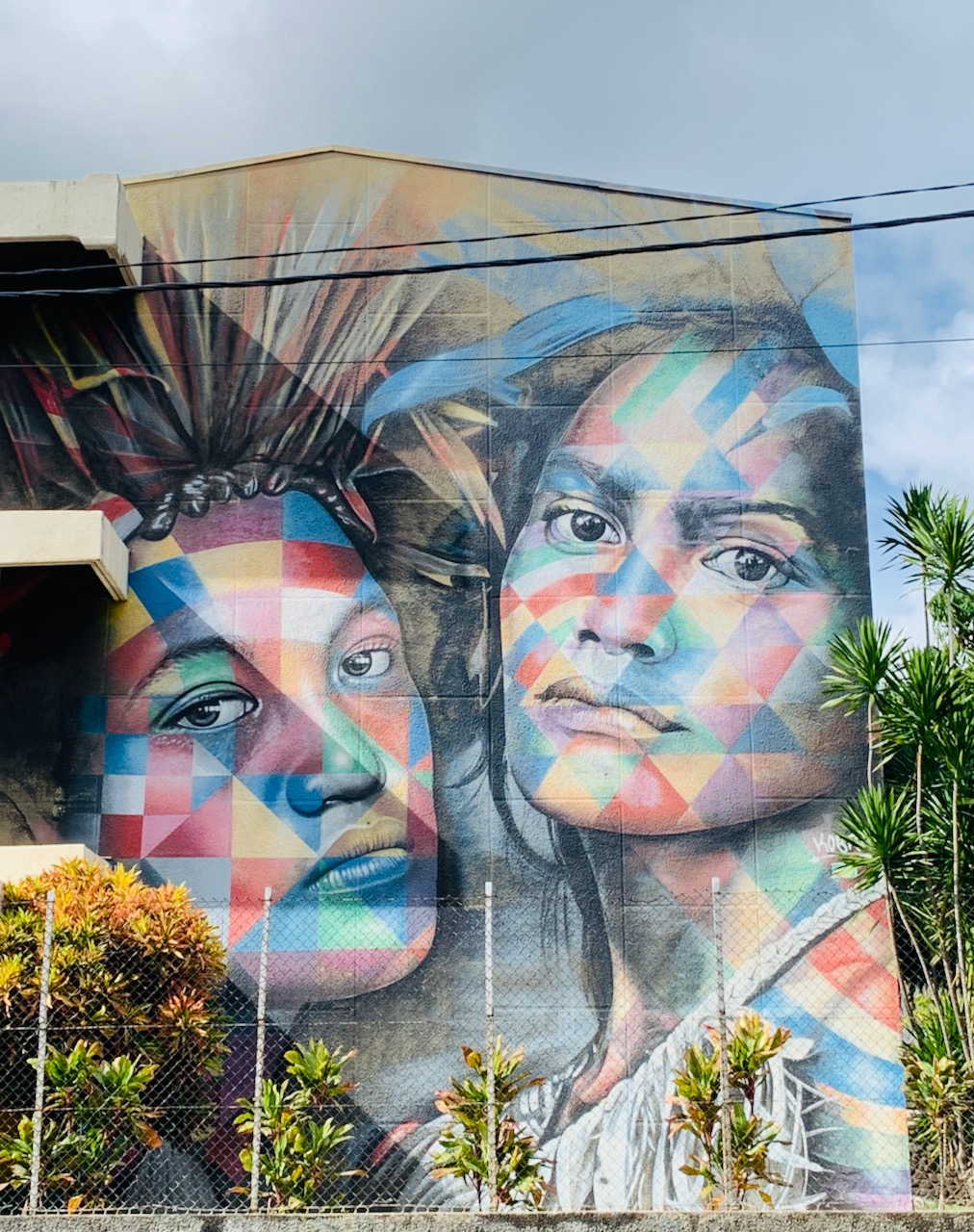
Œuvre de Kobra à Papeete.
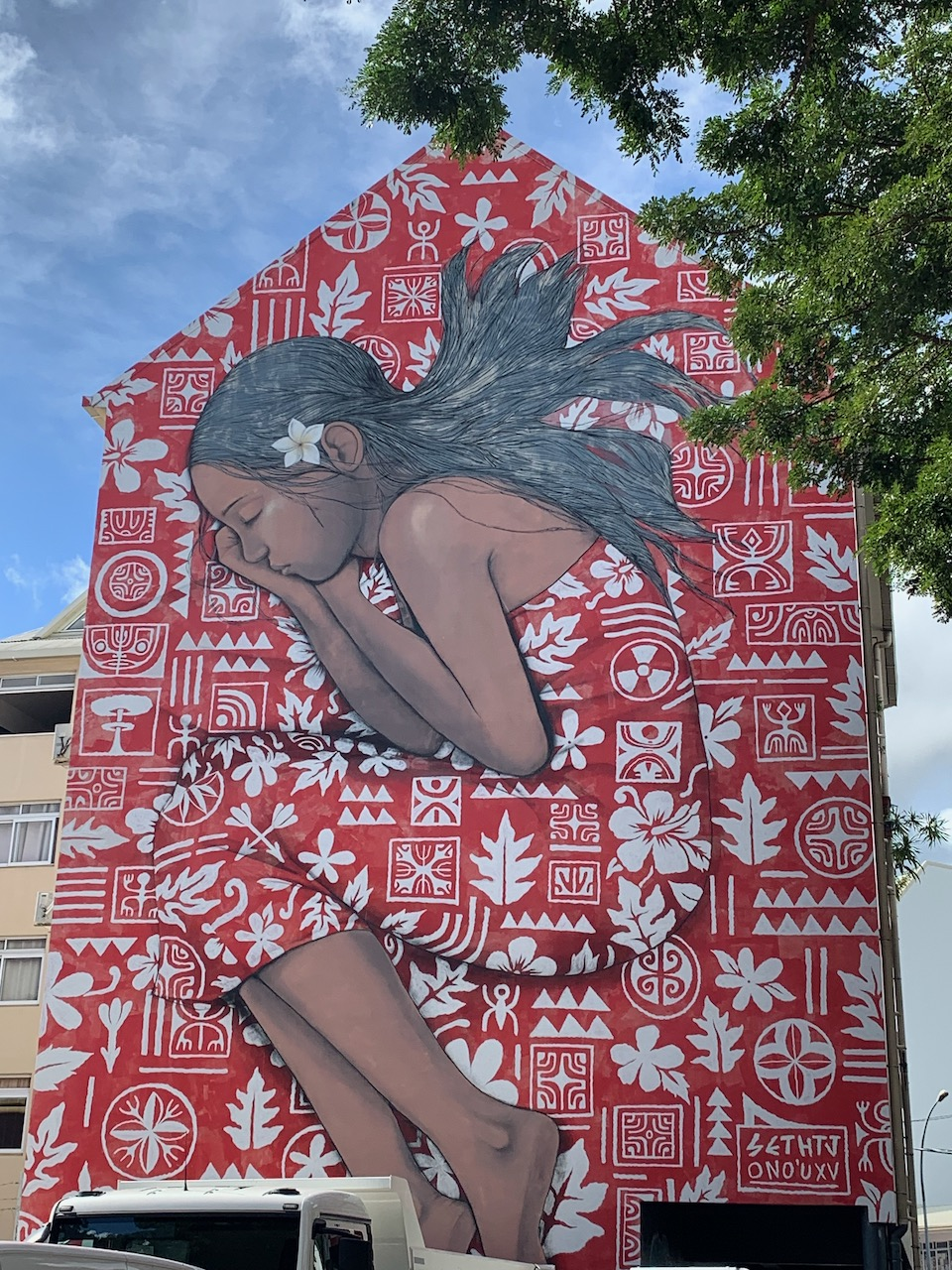
Œuvre de Seth à Papeete.
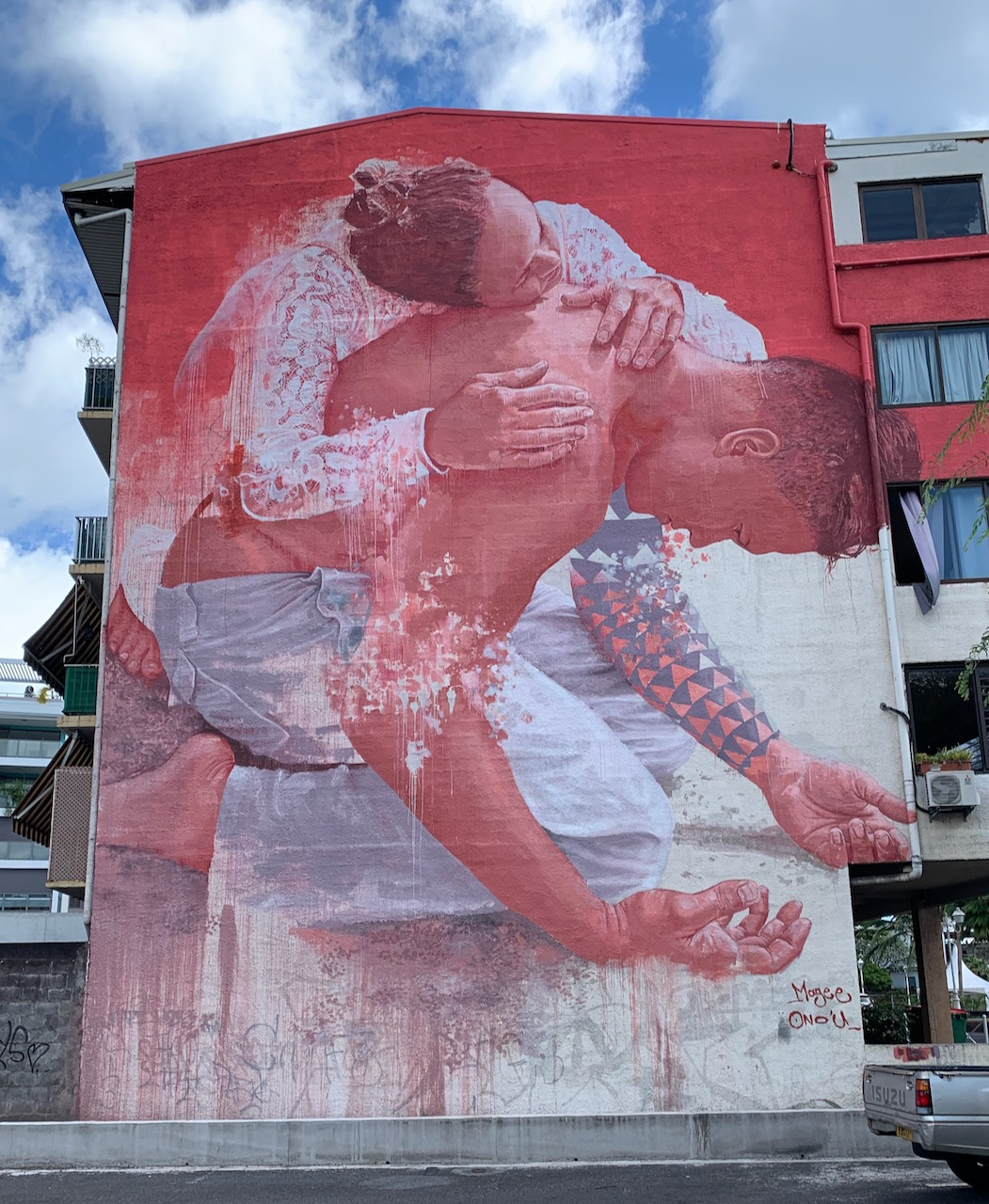
Œuvre de Magee à Papeete.

### Sport
La ville dispose de nombreuses installations sportives, parmi lesquelles le stade Willy-Bambridge ou encore le stade Mission.

### Personnalités liées à la commune
- Joe Dassin, chanteur, mort le 20 août 1980 à Papeete, au restaurant Chez Michel et Eliane devenu célèbre pour cette raison (aujourd'hui rebaptisé Le Retro).
- Aurora Bertrana (1892-1974), écrivaine espagnole spécialiste de la Polynésie, exilée républicaine sous le franquisme, a vécu à Papeete.
- Jean-Baptiste Céran-Jérusalémy (1921-2014), homme politique
- Michel Coppenrath (1924-2008), archevêque de Papeete de 1973 à 1999, y est né et mort.
- Jean Juventin (1928-2019), homme politique, y est né.
- Louise Carlson (1930-2017), institutrice et première femme maire de la commune de 1993 à 1995
- Hubert Coppenrath (1930-2022), archevêque de Papeete de 1999 à 2011, y est né.
- Jean-Marie Le Vert (1959-), évêque auxiliaire de Bordeaux, y est né.
- Teheiura Teahui (1978-), cuisinier et personnalité de la télévision, notamment connu pour ses participations à l'émission Koh-Lanta sur TF1, né à Papeete.
- Mareva Galanter (1979), Miss France 1999.
- Taruia Krainer (1991-), coureur cycliste.
- Marama Vahirua (1980-), footballeur.
- Pascal Vahirua (1966-), footballeur.
- Vaimalama Chaves (1994-), née à Papeete, reine de beauté française, couronnée Miss Tahiti 2018 et Miss France 2019.